# Transilien
Transilien is de merknaam voor de voorstadstreinen en de tramtreinen die de SNCF rijdt in opdracht van de regio Île-de-France, de hoofdstedelijke regio van Parijs. De naam "Transilien" is een woordspeling op "Francilien", het bijvoeglijk naamwoord van Île-de-France.
Transilientreinen vertrekken vanaf de Parijse kopstations, het station van zakenwijk La Défense en RER-stations (hoewel veel van de RER-stations in het centrum worden beheerd door de RATP). Alle Transiliendiensten samen vervoeren 2,9 miljoen reizigers per dag.

## Geschiedenis

### Het spoornetwerk
De eerste lijn naar de banlieue van Parijs werd geopend op 26 augustus 1837. De route ging van Gare Saint-Lazare naar Le Pecq. De spoorlijn werd gezien als de sleutel tot de westelijke voorsteden. Op 1 oktober 1972 werd de lijn overgedragen aan de RER en begon de dienst als de RER A.

#### Kopstations

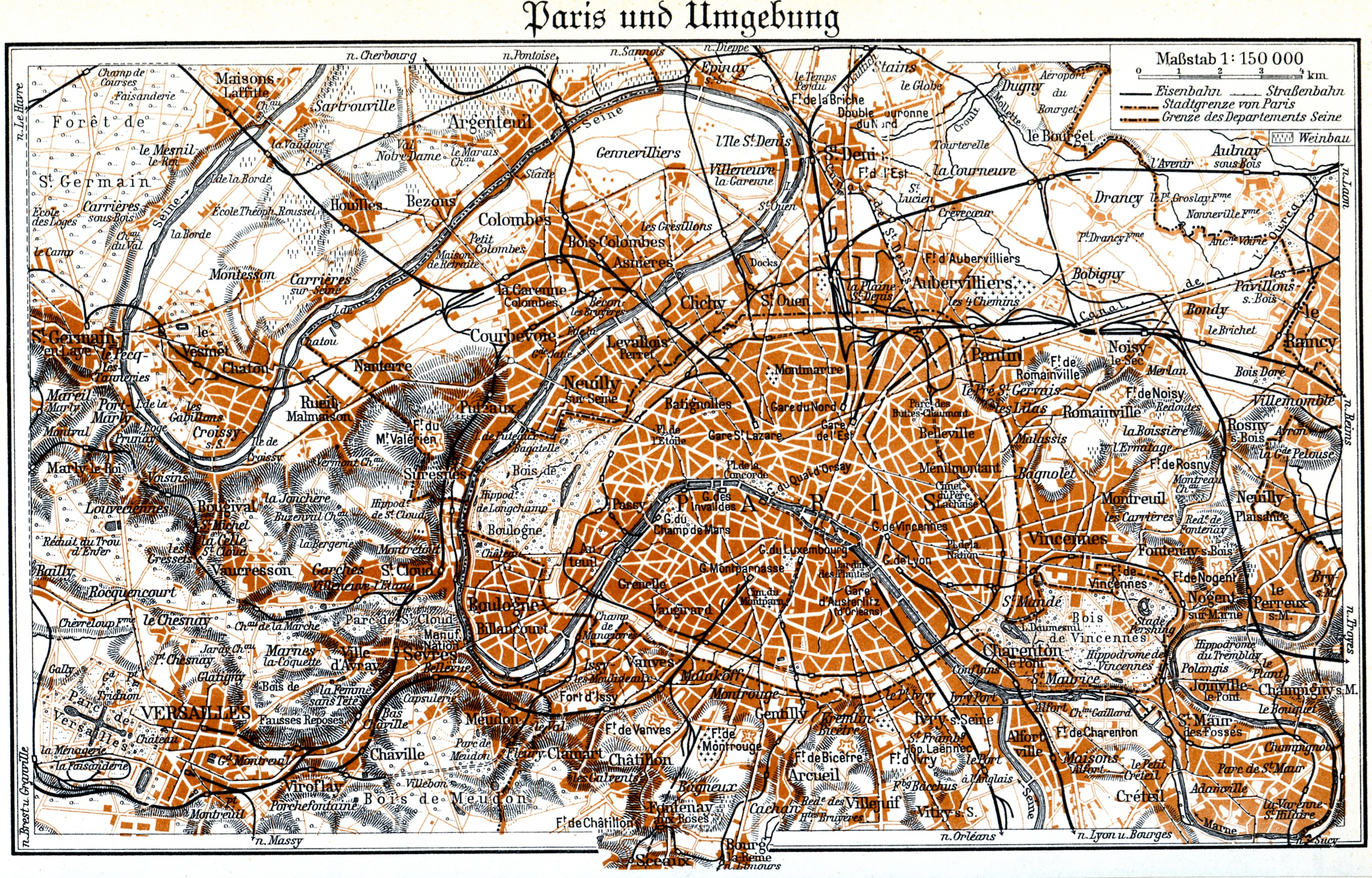
Kaart van 1937 die de ringlijn en de kopstations toont in en rond Parijs

Na deze eerste spoorlijn bouwden enkele grote spoorwegmaatschappijen ieder een of meer kopstations om toegang tot de Parijse binnenstad te krijgen. Dit zijn de stations:
- Gare Austerlitz (1840): Hoofdstation van de Compagnie du Chemin de fer de Paris à Orléans (PO)
- Station Paris Montparnasse (1840): Een van de twee Parijse stations van de Compagnie des chemins de fer de l'Ouest. Het heette bij opening "gare de l'Ouest – Rive gauche", naar het feit dat de spoorlijnen vanuit dit station de linkeroever van de Seine bedient. Dezelfde maatschappij gebruikte ook station Saint-Lazare, voor de bediening van de rechteroever.
- Gare du Nord (14 juni 1846): Hoofdstation van de Compagnie des chemins de fer du Nord
- Gare de Lyon (12 augustus 1849): Hoofdstation van de Compagnie des chemins de fer de Paris à Lyon, later de Compagnie des chemins de fer de Paris à Lyon et à la Méditerranée (PLM)
- Gare de l'Est (1854): Hoofdstation van de Compagnie du chemin de fer de Paris à Strasbourg (later Compagnie de l'Est). Het station heette bij opening 'Embarcadère de Strasbourg", daar Straatsburg het eindpunt was van de lijn die op het station begon. Na de aanleg van de spoorlijn naar Mulhouse werd het station hernoemd naar de huidige naam.

Daarnaast kwamen er drie kleinere kopstations hoofdzakelijk voor het voorstadvervoer. Dit zijn:
- Station Denfert-Rochereau (7 juni 1846): eindpunt van de Ligne de Sceaux, een voorstadslijn die later overgenomen is overgenomen door de RATP. De lijn maakt nu deel uit van de RER B, het station is nu geen kopstation meer.
- Station Paris-Bastille (22 september 1859): eindpunt van de Ligne de Vincennes, een voorstadslijn die aangelegd is door de Compagnie des chemins de fer de l'Est. Het station is in 1969 gesloten, en daarna gesloopt, vanwege de verbouwing van de ligne de Vincennes tot een deel van de RER A.
- Station Invalides (5 juli 1893): eindpunt van de Ligne des Invalides, een voorstadslijn die aangelegd is door de Compagnie de l'Ouest. Het station werd gebouwd ter gelegenheid van de wereldtentoonstelling van 1900 en is vernoemd naar het nabijgelegen Hôtel des Invalides. Vanuit dit kopstation reden er voorstadtreinen naar Versailles en Puteaux, dicht bij La Défense. Sinds 1979 maakt het station deel uit van RER C.

#### Uitbreiding spoornet en ringlijnen
De grote spoormaatschappijen bouwden naast hun nationale hoofdlijnen veel zijlijnen om de in ontwikkeling zijnde voorsteden van Parijs te bedienen. Om op de hoofdlijnen de stoptreindiensten te scheiden van de langeafstandstreinen werden veel hoofdlijnen viersporig. Door deze scheiding, en de aanwezigheid van concurrerende spoorwegmaatschappijen, ontstonden verschillende voorstadsnetten die grotendeels onafhankelijk geëxploiteerd werden van het landelijk spoorwegnet.
Er waren geen doorgaande verbindingen binnen Parijs, en het aantal aansluitingen tussen de verschillende netwerken buiten Parijs was klein. Vrij snel na de start van de ontwikkeling van het Parijse voorstadsnetwerk werd besloten tot de aanleg van een ringlijn binnen de stadsmuren van Parijs. Deze Ligne de Petite Ceinture verbond alle kopstations van de verschillende spoormaatschappijen, en kende een hoge frequentie. De bouw van deze ringlijn begon in 1852 en eindigde in 1869. Door de groei van het nieuwe Parijse metronetwerk werd het belang van de ringlijn steeds minder. Nadat het reizigersvervoer in 1934 gestaakt werd, is de lijn nooit officieel gesloten, enkele delen werden later opgenomen in de RER C.
Voor de wereldtentoonstelling van 1900 werd een verbindingslijn aangelegd tussen vanaf Boulainvilliers op de ringlijn naar Champ de Mars. Hierdoor kon een treindienst gereden worden tussen het Gare Saint-Lazare en Invalides. Zowel deze verbindingslijn als een deel van de ringlijn werd later opgenomen in de RER C.
Ten behoeve van het goederenverkeer werd de Ligne de la Grande Ceinture de Paris aangelegd, een ringlijn die de verschillende netwerken verbond, en het centrum van Parijs meed. Hoewel de lijn oorspronkelijk alleen bedoeld was voor goederentreinen, worden enkele delen van deze lijn ook gebruikt door de RER C en door doorgaande TGV's.

#### Trains-tramways
Naast de reguliere spoordiensten onderhielden de spoorwegen zogeheten "trains-tramways", tramdiensten over lichte zijlijnen, met hogere frequenties. Een knooppunt voor deze lijnen was La Plaine-Tramways, een overstaphalte aan de spoorlijn Paris-Nord - Lille, tussen het Gare du Nord en het huidige station Stade de France - Saint-Denis.

#### Elektrificatie
Vanaf het begin van twintigste eeuw werden steeds meer voorstadslijnen geëlektrificeerd met 500-750 volt gelijkspanning met derde rail. Dit betrof de voorstadslijnen vanuit Saint-Lazare, Austerlitz en Invalides. De Compagnie du Chemin de fer de Paris à Orléans (PO) wilde vanaf het kopstation Gare Austerlitz haar treinen doortrekken naar het hart van de stad. Hiervoor is in 1900 een elektrische lijn aangelegd onder de kade van de linkeroever van de Seine naar het Gare d'Orsay, met een halte in Saint-Michel. Een deel van de langeafstandstreinen (met stoomlocomotief) werden met een elektrische locomotief gesleept van station Austerlitz tot het Gare d'Orsay. Later is deze lijn opgenomen in de RER C.
In 1936 is voor het laatst elektrificatie door middel van derde rail toegepast, op het voorstadnet van station Saint-Lazare. Alle lijnen die met derde rail geëlektrificeerd waren, zijn later voorzien van bovenleiding. De laatste spoorlijn waar nog een derde rail gebruikt werd, de spoorlijn Puteaux – Issy-Plaine, is in 1993 gesloten en geschikt gemaakt voor tramlijn T2.
De eerste elektrificatie met 1500 V gelijkspanning werd in 1926 toegepast op de hoofdlijn van Gare d'Austerlitz naar Orléans. Pas na de Tweede Wereldoorlog werd ook 25 kV wisselspanning gebruikt, op de voorstadnetten in het noorden en noordoosten.
Vandaag de dag zijn er in de streek slechts enkele niet-geëlektrificeerde spoorlijnen die voor reizigersdienst gebruikt worden. Dit zijn:
- Tournan – Longueville – Provins
- Trilport – La Ferté Millon

Speciaal voor deze lijnen zijn hybride B 82500 treinstellen gekocht, die elektrisch onder bovenleiding kunnen rijden en met een dieselmotor zijn uitgerust om op niet-geëlektrificeerde trajecten te rijden.

### Merknaam 'Transilien'

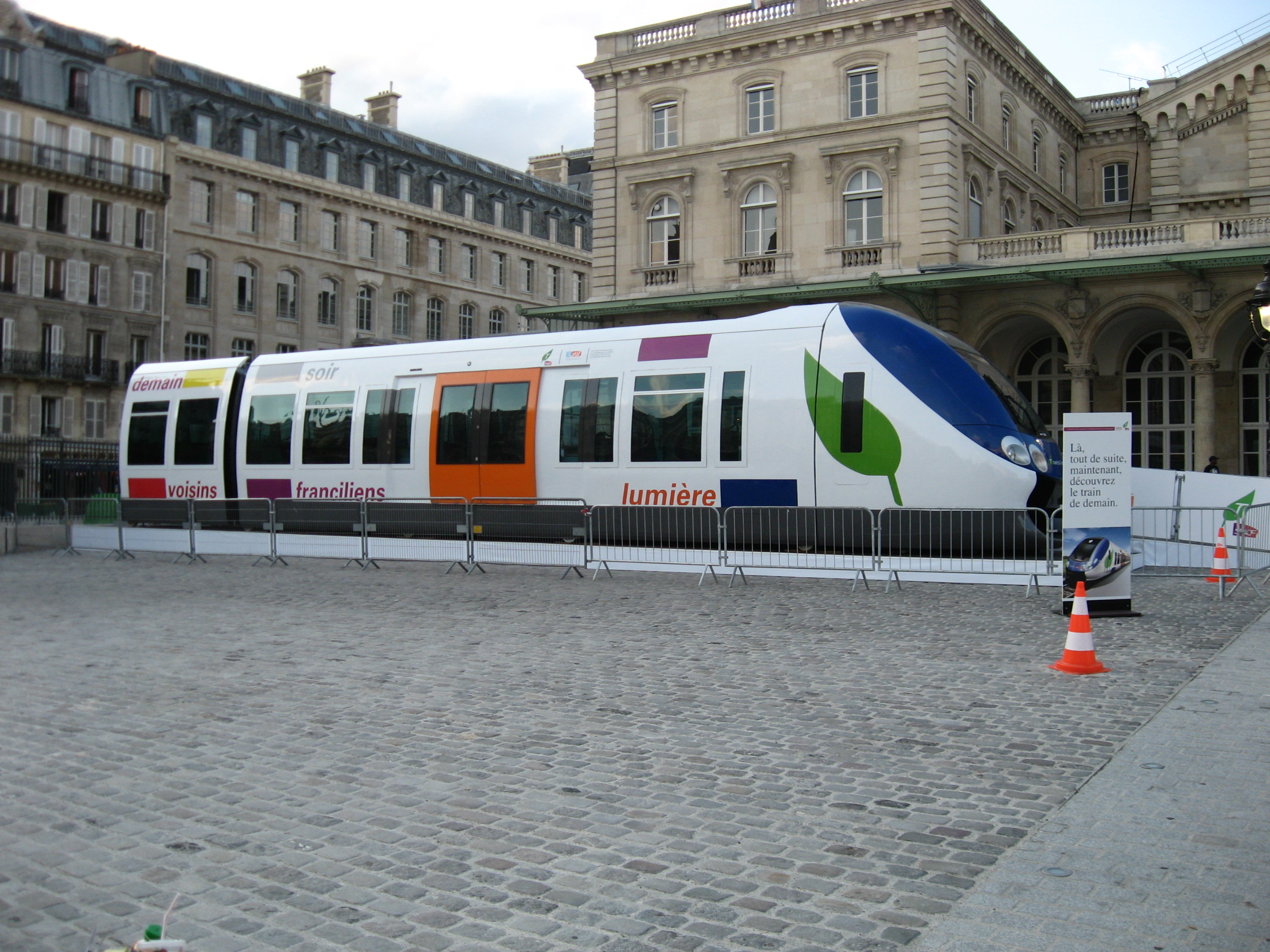
Expositie en promotie van de nieuwe Z 50000 'Francilien'treinen in 2008

De verschillende voorstadsnetten werden als een onderdeel van de spoornetten van de grote spoormaatschappijen geëxploiteerd, zonder dat er veel samenhang was tussen de verschillende netwerken. De nationalisatie en fusie van de spoorwegmaatschappijen in 1938 veranderde daar weinig aan. De SNCF was opgedeeld in vier sectoren die grotendeels gelijk liepen met de spoornetten van de oude maatschappijen. Onder druk van de lokale overheid werden wel tariefintegratie en zonetarief geïntroduceerd.
In het kader van de Franse regionalisatie kregen de Franse regio's vanaf 1984 veel bevoegdheden om zelf hun regionaal spoorvervoer te beheren. Deze TER-netwerken kregen, doordat zij direct vanuit de regio's bestuurd werden, een sterke regionale identiteit, met een eigen huisstijl. In Île-de-France was de behoefte tot decentralisatie er ook, maar duurde dit tot 1999. Na de decentralisatie werd de organisatie van de treinen in de regio overgedragen aan het Syndicat des transports d'Île-de-France.
Samen met de decentralisatie werd de naam Transilien geïntroduceerd. Gedeeltelijk was dit noodzaak: de treinen naar de voorsteden van Parijs werden geteisterd door criminaliteit, vandalisme en hadden de reputatie voor sociale onveiligheid. Door het introduceren van een nieuwe merknaam is geprobeerd het oude slechte imago kwijt te raken. Ter behoeve van de verbetering van de sociale veiligheid is speciale politieafdeling opgezet, de Police régionale des transports, die samenwerkt met de veiligheidsdiensten van de RATP en SNCF.
Sinds de start van Transilien in 1999 is het aantal reizigers flink toegenomen. Tussen 2002 en 2012 steeg het totale aantal reizigers met 30%, tot 2,9 miljoen reizigers per dag.

#### Lijnbenamingen
Na de start van Transilien werd het netwerk opgedeeld in vijf deelnetten, die alle een Parijs kopstation omvatten. De lettering liep door na de RER-lijnen. Er werden geen klinkers gebruikt. De lijnen werden oorspronkelijk nauwelijks naar de reizigers toe gebruikt. De tabel hieronder toont de verdeling van de letters:
| Benaming | Transiliendeelnet |
| -------- | ----------------- |
| Lijn F   | Saint-Lazare      |
| Lijn G   | Montparnasse      |
| Lijn H   | Nord              |
| Lijn J   | Est               |
| Lijn K   | Lyon              |

Eind 2004 is de benaming aangepast. Voortaan werd lijn F gesplitst in de lijnen J en L, en lijn H in H en K. Nieuw was de lijn U, die voorheen onder twee lijnen viel. De overige lijnen kregen een andere letter, op willekeurige basis. Voortaan waren er acht lijnen. De onderstaande tabel laat de veranderingen zien:
| Benaming na 2004 | Benaming voor 2004 | Details                                                    |
| ---------------- | ------------------ | ---------------------------------------------------------- |
| Lijn H           | Lijn H             | -                                                          |
| Lijn J           | Lijn F             | Groepen IV, V en VI van de sporenbundel rond Saint-Lazare  |
| Lijn K           | Lijn H             | Verbinding Paris-Nord – Crépy-en-Valois                    |
| Lijn L           | Lijn F             | Groepen I, II en III van de sporenbundel rond Saint-Lazare |
| Lijn N           | Lijn G             | -                                                          |
| Lijn P           | Lijn J             | -                                                          |
| Lijn R           | Lijn K             | -                                                          |
| Lijn U           | Lijn F / Lijn G    | -                                                          |

Op 20 november 2006 is tramlijn T4 als negende niet RER-lijn aan het Transiliennetwerk toegevoegd. De afwijkende naam slaat op het tramnetwerk van Île-de-France, waar zij deel van uitmaakt, ondanks het feit dat zij geëxploiteerd wordt door de SNCF.
Op 1 juli 2017 werd de 10e niet-RER-lijn van het Transilien-netwerk in gebruik genomen: het is de tram-treinlijn T11 die Épinay-sur-Seine verbindt met Le Bourget, in Seine-Saint-Denis.
Op 6 juli 2022 werd de 11e niet-RER-lijn van het Transilien-netwerk in gebruik genomen: het is de tram-treinlijn T13 die Saint-Germain-en-Laye verbindt met Saint-Cyr, in de Yvelines.
Op 4 december 2023 werd de 12e niet-RER-lijn van het Transilien-netwerk in gebruik genomen: het is lijn V van de Transilien die Versailles-Chantiers verbindt met Massy - Palaiseau.
Op 10 december 2023 werd de 13e niet-RER-lijn van het Transilien-netwerk in gebruik genomen: het is de tram-treinlijn T12 die Massy - Palaiseau verbindt met Évry-Courcouronnes, in Essonne.
Op 22 maart 2025 werd de 14e niet-RER-lijn van het Transilien-netwerk in gebruik genomen: het is de tram-treinlijn T14 die Esbly verbindt met Crécy-la-Chapelle, in Seine-et-Marne.

## Transilien vandaag

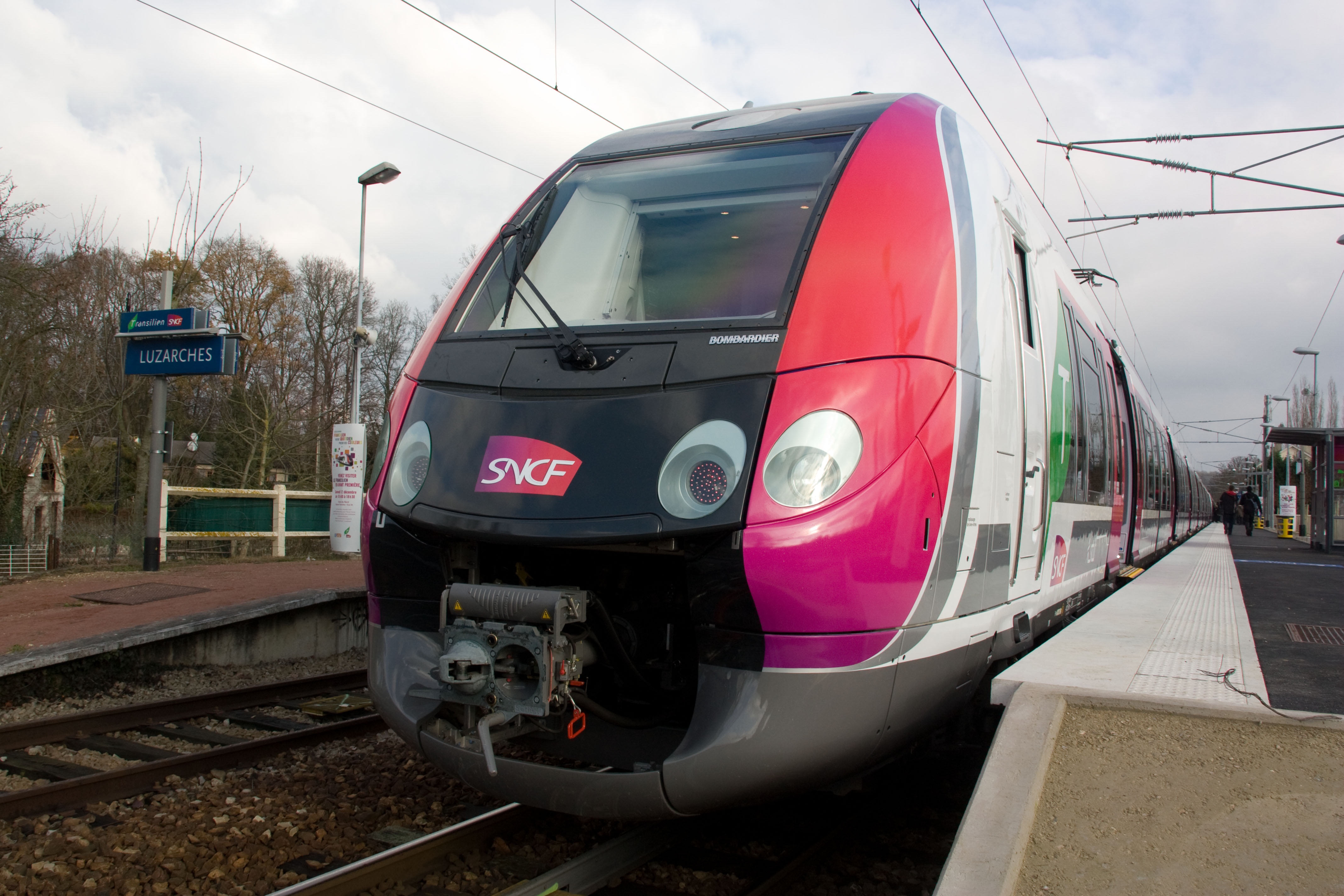
Transilienvoorstadstrein type Z50000 op het station van Luzarches, Val-d'Oise

Transilien is onderverdeeld in zes regio's, die worden verdeeld volgens de SNCF-richtlijnen en zijn op geen enkele manier gerelateerd aan de departementale grenzen. De lijnen zijn dan verdeeld in takken die, vergelijkbaar met de RER, gecodeerd worden. Deze codes zijn jarenlang onbekend geweest bij het reizende publiek, pas sinds 2005 worden deze codes getoond op de treinen.
De zes Transilienentiteiten, naast de RER-lijnen, zijn:

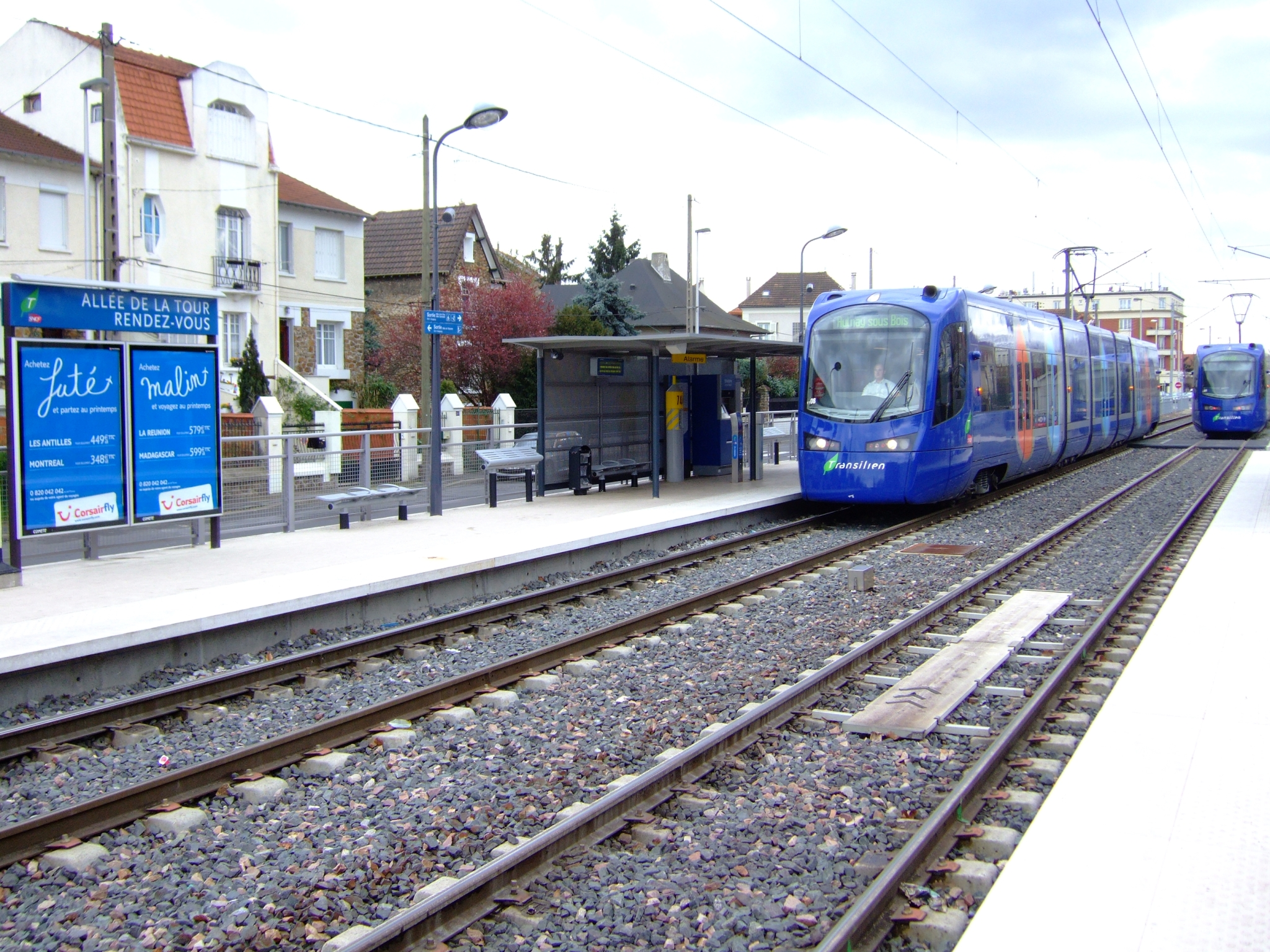
Siemens Avanto van Transilien op de T4

- Transilien Paris-Est, Lijnen P en Tram-Train T4 van de Tram van Parijs
- Transilien Paris-Nord, Lijnen H en K
- Transilien Paris Saint-Lazare, Lijnen J en L
- Transilien La Defense, Lijn U
- Transilien Paris-Montparnasse, Lijn N
- Transilien Paris-Lyon, Lijn R

Bij het Transiliennetwerk horen ook de RER-lijnen in zoverre ze uitgebaat zijn door de SNCF:
- RER A (Grotendeels RATP, alleen sommige delen van de lijn in het westen zijn SNCF-lijnen, treinen zijn van de RATP)
- RER B (Gemeenschappelijke exploitatie met RATP, SNCF lijn ten noorden van Gare du Nord)
- RER C (volledig SNCF)
- RER D (De sectie tussen Gare du Nord en Châtelet-Les Halles is een RATP-lijn, maar de hele lijn wordt wel door de SNCF uitgebaat)
- RER E (volledig SNCF)

Het systeem is gecompliceerd te noemen, doordat elke lijn een andere structuur heeft. Belangrijkste complicaties zijn:
- Spanningsverschillen. Er bestaan in de regio twee bovenleidingvoltages: 1500 volt gelijkstroom, ten zuiden van Parijs en 25kV wisselstroom, gebruikt ten noorden van Parijs.;
- Het aantal verschillende lijnen;
- Het ontbreken van verder vervoer buiten de termini;
- Dichtheid van treinen op het net;
- De mix van het verkeer op het spoor: TER-treinen, goederentreinen, langeafstandstreinen, Transilientreinen en RER-verkeer.

Het belang van het netwerk is zichtbaar op momenten dat het SNCF-personeel in staking gaat of wanneer er zich technische problemen voordoen. Duizenden reizigers komen te laat voor werk, of wanneer er serieuze problemen zijn, besluiten om niet aan het werk te gaan waardoor er een enorme financiële last ontstaat voor bedrijven.
De omvang van de lijnen betekent dat concentrische zonering wordt gebruikt. Treinen naar de buitenste zones worden gewoonlijk gebruikt als sneltreinen, wat betekent dat treinen vanaf het beginstation non-stop naar de buitenste zones kunnen, waardoor er minder reistijd is. De binnenste zones worden bereikt door de RER-treinen.

### Karakteristieken
Het spoorwegnet in Île-de-France telde (met uitzondering van de RATP-spoorlijnen), 3783 kilometers spoorlijn, meer dan 400 stations en bijna 500 overwegen. Dit netwerk, dat iets meer dan 10% van het nationale spoorwegnet behelst (30.000 km spoor), wordt dagelijks bereden door 7500 treinen, een derde van het spoorwegverkeer in Frankrijk, en vervoert in totaal 2,7 miljoen reizigers per dag. Van al deze treinen zijn er meer dan 5700 van Transilien (ongeveer 75% van het treinverkeer in de regio), waarmee dat aantal bijna gelijk is aan het aantal TER-treinen per dag in alle andere regio's van Frankrijk (6300 per dag). Van het aantal reizen is 60% forenzenverkeer, maar dit aandeel is gestaag afgenomen door de jaren heen ten gunste van de aan vrije tijd gerelateerde reizen en het schoolverkeer. Deze veranderingen vereisen een wijziging van het aanbod van treinen: het aantal treinen in de daluren, 's avonds en in het weekend is flink toegenomen.
Het Transiliennetwerk doet dienst van 5 uur 's ochtends tot half 1 's nachts. Om de continuïteit van de dienstverlening 's nachts te behouden bestaat er sinds september 2000 een nachtbusnetwerk. Deze dienst werd door het STIF in september 2005 omgedoopt tot Noctilien. Het netwerk bestaat uit vijfendertig lijnen, waarvan er acht worden geëxploiteerd door SNCF. De overige lijnen worden geëxploiteerd door de RATP.
De lijnen van de RER (met uitzondering van lijn E) hebben als eigenschap dat ze Parijs doorkruisen en zo de grote Parijse kopstations vermijden. De lijnen C, D en E van de RER vallen in zijn geheel onder Transilien. Lijn A tussen Nanterre-Prefecture en Cergy/Poissy en de noordelijke helft van de RER B (ten noorden van station Paris-Nord) vallen ook onder Transilien, ondanks dat ze buiten deze delen geëxploiteerd worden door de RATP.
De Parijse metro en de RATP-tramlijnen (Tramlijnen 1, 2 en 3) vullen het spoorwegnet van Ile-de-France aan en worden geëxploiteerd door de RATP. Tramlijn 4 wordt echter geëxploiteerd door de SNCF en maakt daardoor deel uit Transilien.

### Lijnoverzicht

Kaart met de lijnen van Transilien, inclusief de RER. Klik op de kaart voor een vergroting, klik hier voor een detailkaart voor Parijs en zijn omgeving (omkaderd).

| Type  | Lijn | Artikel      | Exploitant | Aantal stations | Lengte in kilometers | Aantal treinen per dag | Aantal reizigers per dag | Materieel                           |
| ----- | ---- | ------------ | ---------- | --------------- | -------------------- | ---------------------- | ------------------------ | ----------------------------------- |
| RER   | A    | RER A        | SNCF/RATP  | 46 (11/35)      | 109                  | 580                    | 1.200.000                | MI 2N – MI 09                       |
| RER   | B    | RER B        | SNCF/RATP  | 47 (16/31)      | 80                   | 540                    | 900.000                  | MI 79 – MI 84                       |
| RER   | C    | RER C        | SNCF       | 75              | 162                  | 570                    | 490.000                  | Z 5600 – Z 8800 – Z 20500 – Z 20900 |
| RER   | D    | RER D        | SNCF       | 59              | 197                  | 440                    | 550.000                  | Z 20500 – Z 57000 – Z 58500         |
| RER   | E    | RER E        | SNCF       | 22              | 56                   | 430                    | 310.000                  | Z 22500 – Z 50000 – Z 58000         |
| Trans | H    | Transilien H | SNCF       | 46              | 138                  | 360                    | 150.000                  | Z 50000                             |
| Trans | J    | Transilien J | SNCF       | 52              | 256                  | 521                    | 226.000                  | BB 27300 + VB 2N – Z 50000          |
| Trans | K    | Transilien K | SNCF       | 10              | 61                   | 36                     | 10.300                   | Z 50000                             |
| Trans | L    | Transilien L | SNCF       | 36              | 76                   | 726                    | 311.000                  | Z 50000                             |
| Trans | N    | Transilien N | SNCF       | 35              | 117                  | 275                    | 117.000                  | Z 57000                             |
| Trans | P    | Transilien P | SNCF       | 32              | 242                  | 261                    | 84.000                   | B 82500 – Z 20500 – Z 50000         |
| Trans | R    | Transilien R | SNCF       | 24              | 164                  | 120                    | 51.000                   | Z 57000                             |
| Trans | U    | Transilien U | SNCF       | 11              | 31                   | 89                     | 50.000                   | Z 8800                              |
| Trans | V    | Transilien V | SNCF       | 7               | 15                   |                        | 30.000                   | Z 8800 – Z 20500                    |
| T     | 4    | Tramlijn 4   | Stretto    | 20              | 13,3                 | 177                    | 29.000                   | U 53700                             |
| T     | 11   | Tramlijn 11  | Stretto    | 7               | 11                   |                        |                          | U 53600                             |
| T     | 12   | Tramlijn 12  | Transkeo   | 16              | 20                   |                        |                          | U 52600                             |
| T     | 13   | Tramlijn 13  | Transkeo   | 12              | 18,8                 |                        |                          | U 53800                             |
| T     | 14   | Tramlijn 14  | Stretto    | 5               | 9,9                  |                        |                          | U 53600                             |

#### RER-lijnen
Het Réseau express régional, in de volksmond afgekort als RER, is een van de twee netwerken van voorstadstreinen rond Parijs (het andere is Transilien).
Het netwerk bestaat uit vijf lijnen, heeft 257 stations en een netwerklengte van 587 kilometer (met inbegrip van de 76,5 kilometer RER-lijn in tunnels, meestal gesitueerd in het centrum van Parijs). Dagelijks maken ruim 3 miljoen reizigers gebruik van het RER-netwerk. Om historische redenen wordt een deel van de RER-lijnen A en B beheerd door de RATP, de rest is onderdeel van de SNCF.

#### Transilien H

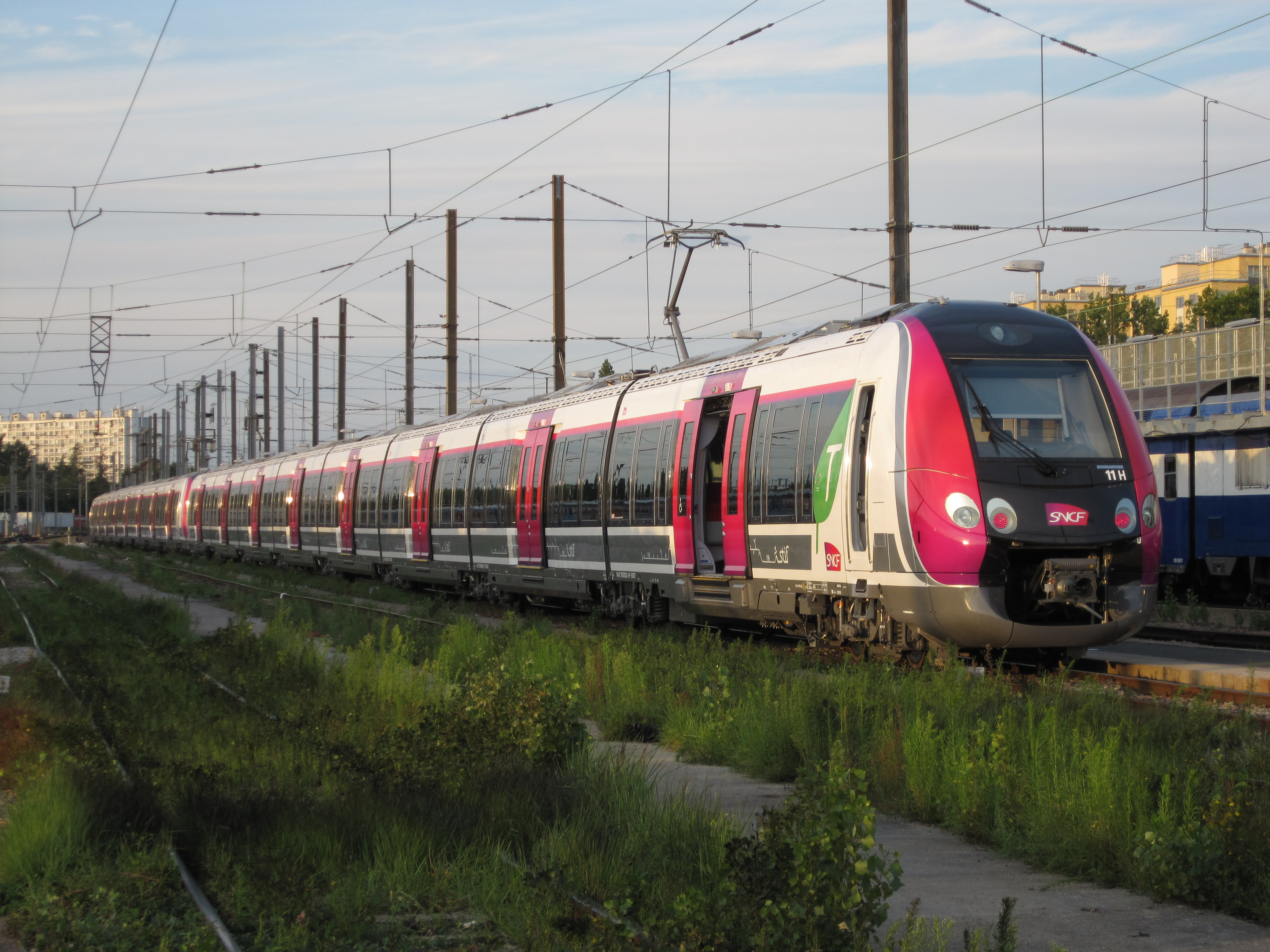
Twee treinstellen van het type Z 50000 "Francilien".

Transilienlijn H verbindt het noorden van Île-de-France met Parijs, en kent meerdere vertakkingen. De lijn verbindt Paris-Nord met Luzarches, Pontoise en Persan – Beaumont via Montsoult – Maffliers en via Valmondois. De lijn omvat ook een tangentiële lijn tussen Pontoise en Creil.
De lijn vervoert gemiddeld 200.000 passagiers per weekdag (7% van het aantal dagelijkse reizigers van Transilien), in 476 treinen per dag. Vanaf station Paris-Nord vertrekt in de spits elke 2,5 minuut een trein.
De lijn wordt bereden door locomotieven van het type BB 17000 gekoppeld aan treinstammen van de types RIB en VB 2N, en treinstellen van de types Z 6100 en Z 50000.

#### Transilien J

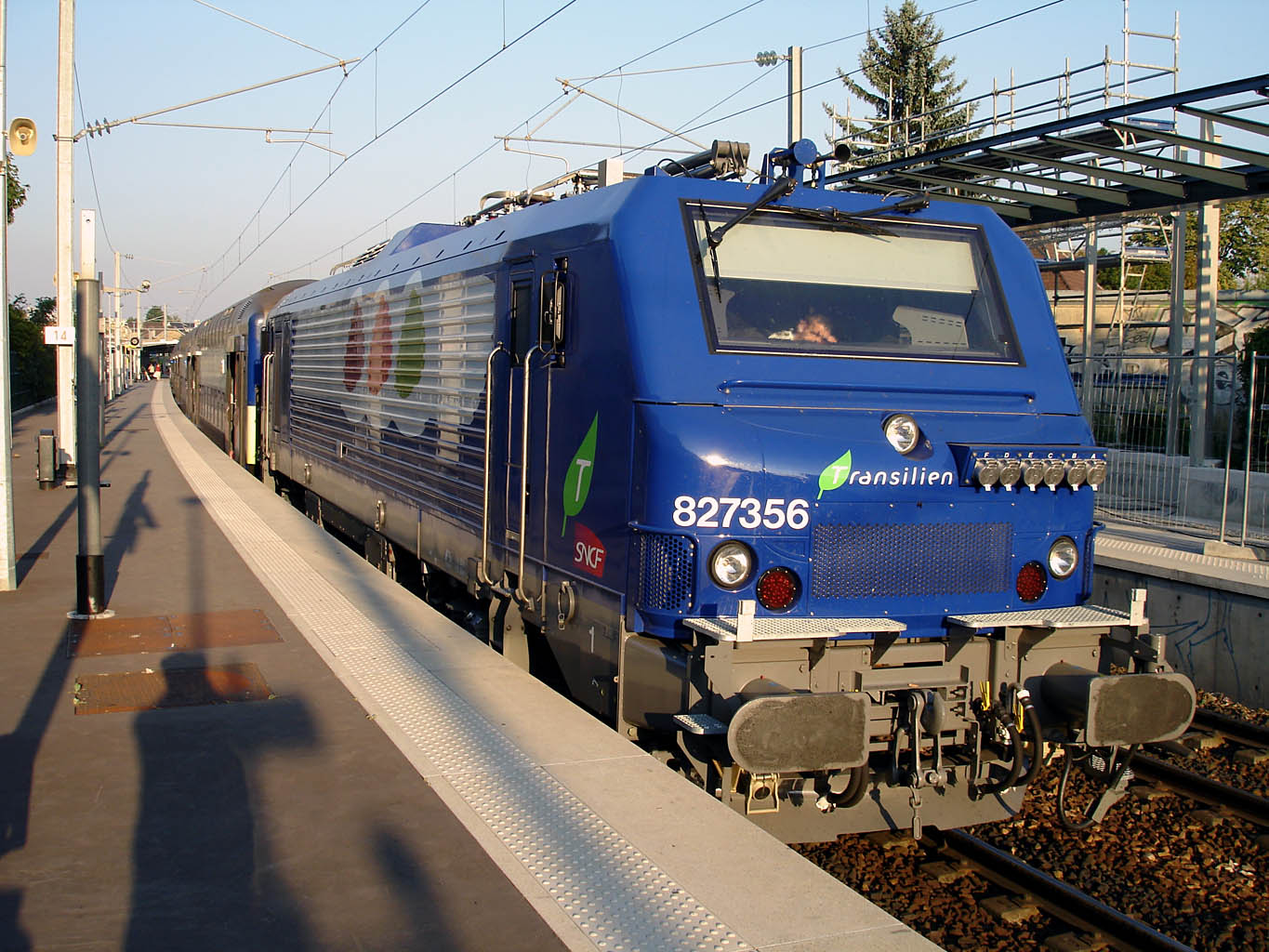
Een locomotief type BB 27300 gekoppeld aan een treinstam VB 2N, te Ermont – Eaubonne.

Transilienlijn J verbindt het noordwesten van het Ile-de-France met Parijs en kent meerdere vertakkingen. De lijn verbindt Paris-Saint-Lazare met Ermont – Eaubonne, Gisors, Mantes-la-Jolie en Vernon - Giverny.
De lijn vervoert gemiddeld 226.000 passagiers per weekdag, (9% van het aantal dagelijkse reizigers van Transilien), in 521 treinen per werkdag. De lijn telt 52 stations.
De lijn wordt bereden door locomotieven van het type BB 17000 gekoppeld aan treinstammen van het type RIB, locomotief van het type BB 27300 gekoppeld aan treinstammen van het type VB 2N en treinstellen van het type Z 20500.

#### Transilien K

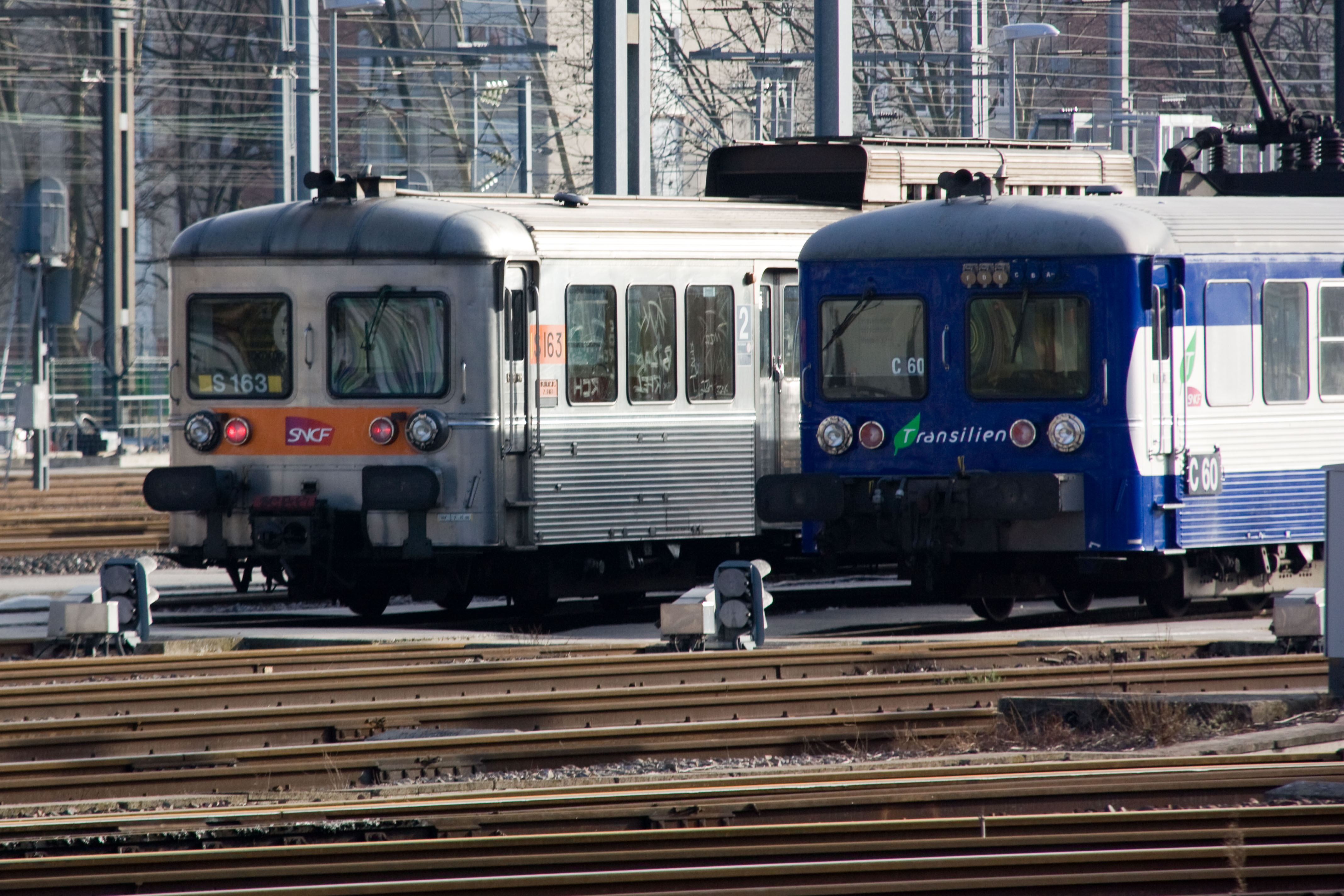
Twee treinen van Transilienlijn K

Transilienlijn K verbindt het noordoosten van Île-de-France met Parijs. De lijn verbindt Paris-Nord met Crépy-en-Valois.
De lijn vervoert gemiddeld 10.300 passagiers per weekdag (0,4% van het aantal dagelijkse reizigers van Transilien), verdeeld over 31 treinen per weekdag. De lijn telt 10 stations.
De lijn wordt bereden door locomotieven van het type BB 17000 gekoppeld aan treinstammen van het type RIB.

#### Transilien L

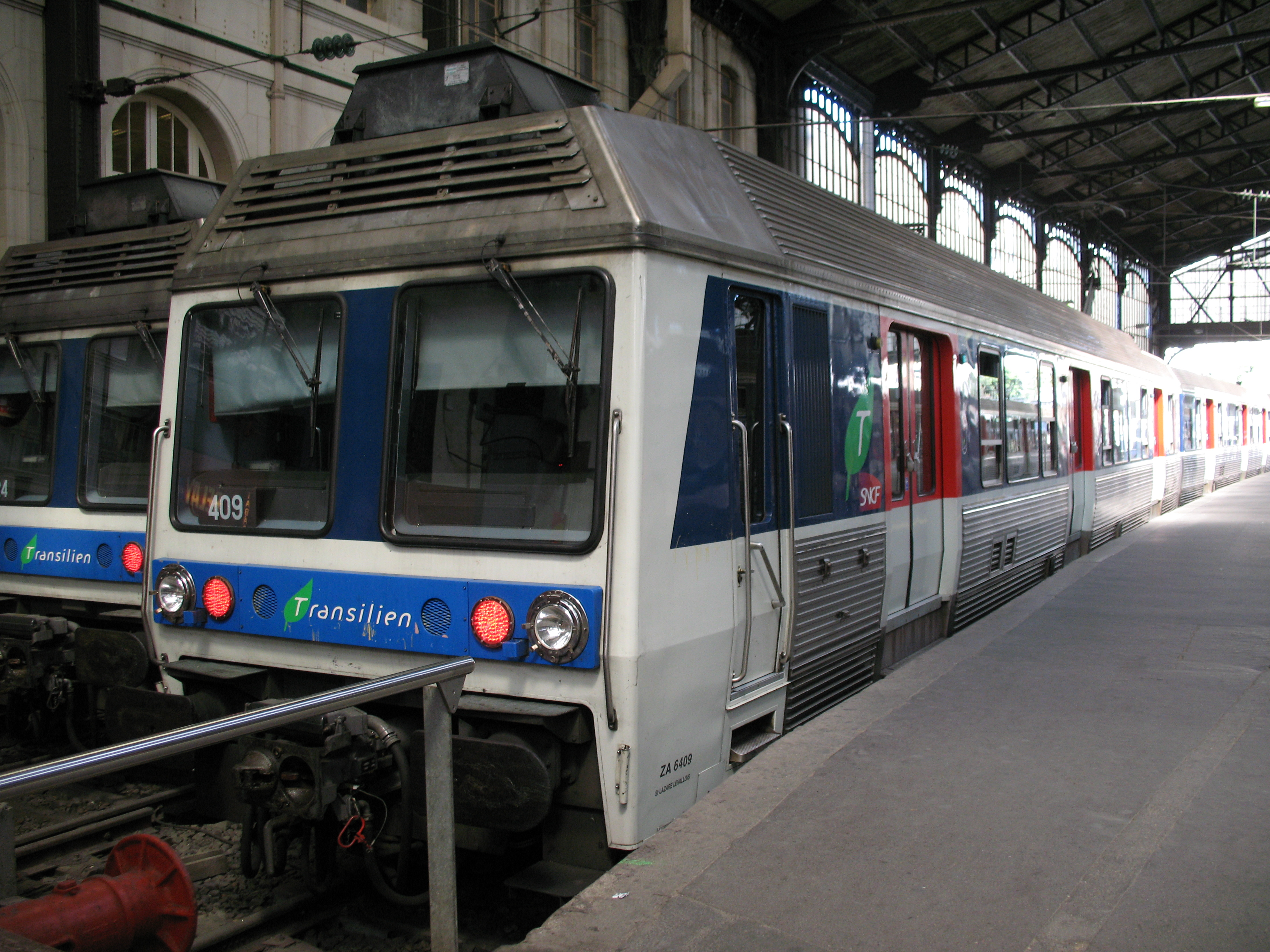
Twee treinstellen van het type Z 6400, te Paris Saint-Lazare.

Transilienlijn L verbindt het westen van de regio Île-de-France met Parijs, met meerdere aftakkingen. De lijn verbindt Paris-Saint-Lazare met Cergy-le-Haut, Saint-Nom-la-Bretèche en Versailles-Rive-Droite. De lijn omvat ook een tangentiële lijn tussen Noisy-le-Roi en Saint-Germain-en-Laye – Grande Ceinture, de zogeheten Grande ceinture Ouest.
De lijn vervoert gemiddeld 311.000 passagiers per weekdag (12% van het aantal dagelijkse reizigers van Transilien), verdeeld over 726 treinen per weekdag. De lijn telt 40 stations.
De lijn wordt bereden door treinstellen van de types Z 6400 en Z 20500.

#### Transilien N

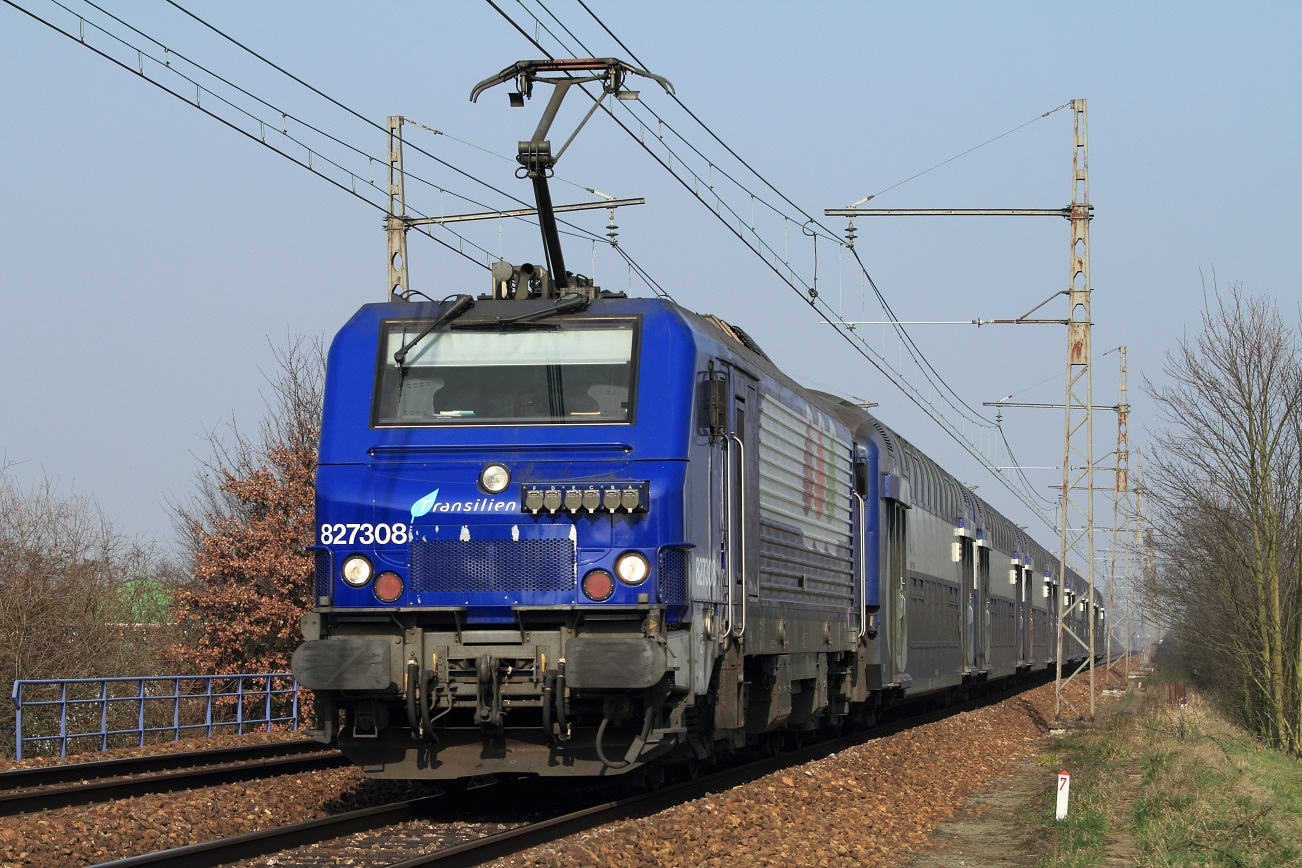
Een locomotief type BB 27300 trekt een treinstam VB 2N, hier tussen Coignières en les Essarts-le-Roi.

Transilienlijn N verbindt het zuidwesten van de regio Île-de-France met Parijs, met meerdere aftakkingen. De lijn verbindt Paris-Montparnasse met Mantes-la-Jolie, Dreux en Rambouillet.
De lijn vervoert gemiddeld 117.000 reizigers per weekdag (4,7% van het aantal dagelijkse reizigers van Transilien), verdeeld over 277 treinen per weekdag. De lijn telt 35 stations.
De lijn wordt bereden door locomotieven van de types BB 27300 en BB 7600, gekoppeld aan treinstammentype VB 2N, en treinstellentype Z 5300.

#### Transilien P

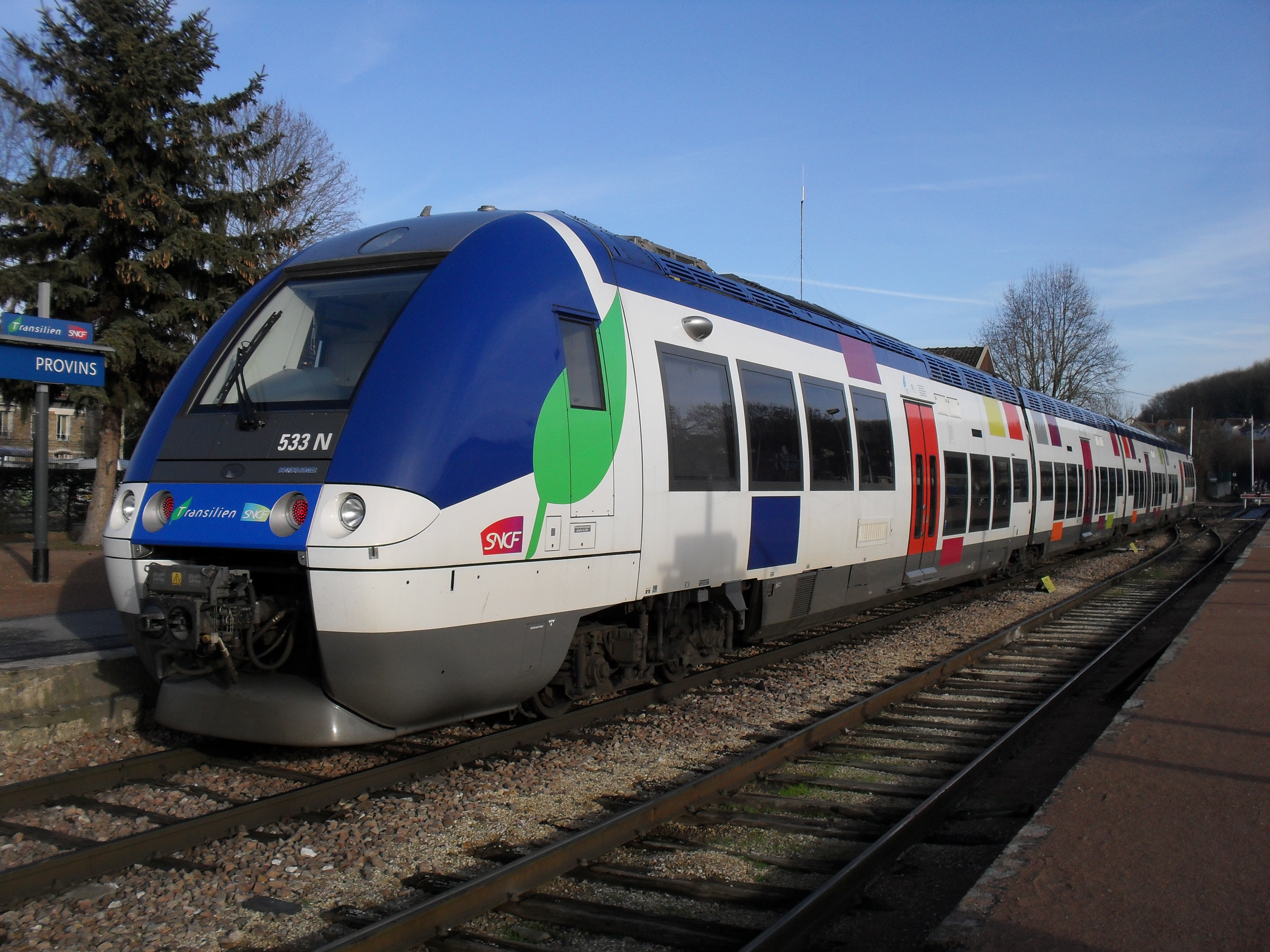
Een hybride treinstel type B 82500 te Provins.

Transilienlijn P verbindt het oosten van de regio Île-de-France met Parijs, met meerdere aftakkingen. De lijn verbindt Paris-Est met Provins, Coulommiers, Provins, Meaux, Château-Thierry en La Ferté-Milon. De lijn omvat ook een tramtrein-verbinding tussen Esbly en Crécy-la-Chapelle en een busdienst tussen Coulommiers en La Ferté-Gaucher.
De lijn vervoert gemiddeld 84.000 reizigers per weekdag (3,6% van het aantal dagelijkse reizigers van Transilien), verdeeld over 261 treinen per weekdag. De lijn telt 40 stations.
De lijn wordt bereden door locomotieventypes BB 17000 en BB 67400 gekoppeld aan treinstammentype RIB, elektrische treinstellentype Z 20500, hybride treinstellentype B 82500 en Avantotrams.

#### Transilien R

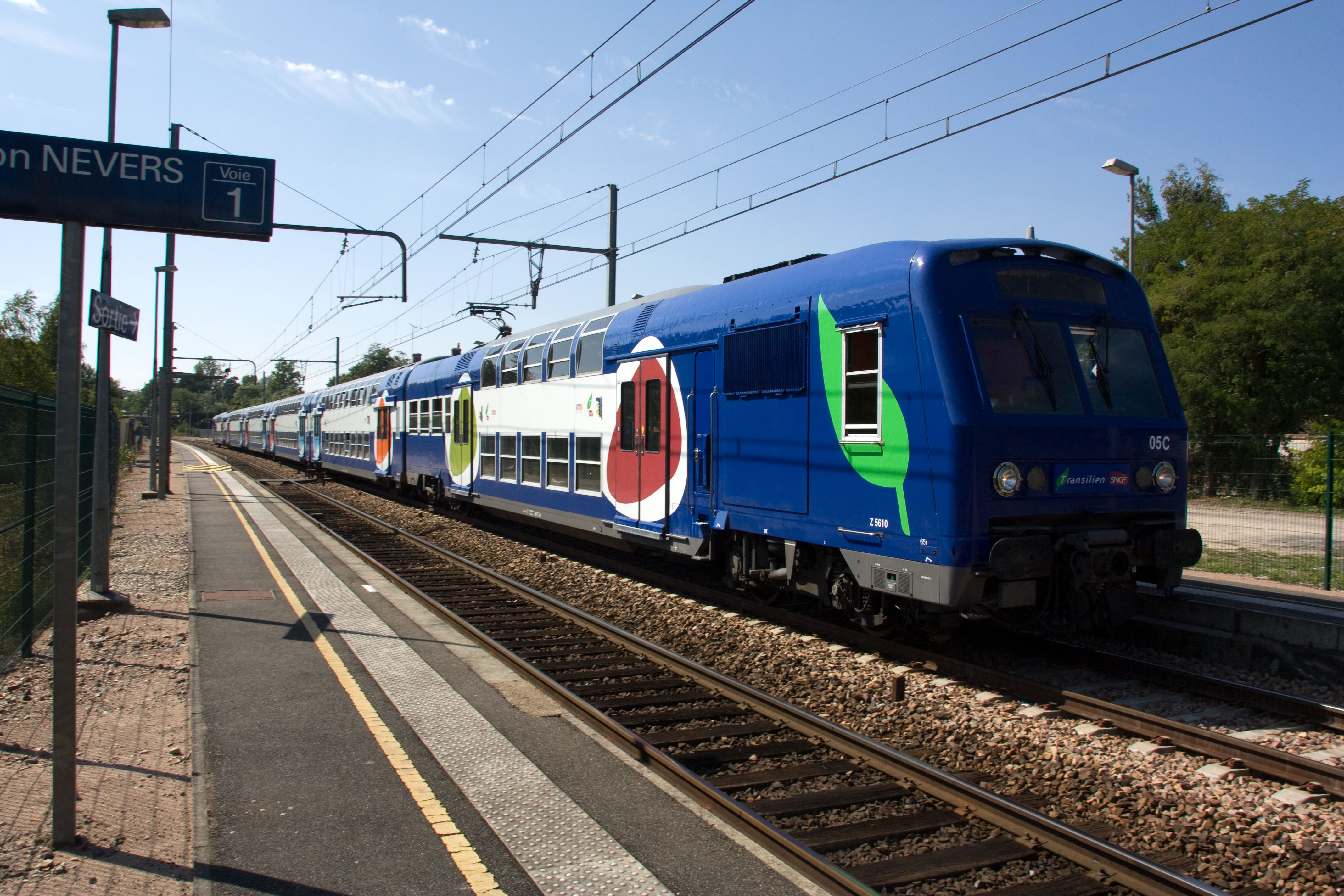
Een treinstel type Z 5600 te Bourron-Marlotte.

Transilienlijn R verbindt het zuidoosten van de regio Île-de-France met Parijs, met meerdere aftakkingen. De lijn verbindt Paris-Lyon met Montereau en Montargis.
De lijn vervoert gemiddeld 45.000 reizigers per weekdag (1,8% van het aantal dagelijkse reizigers van Transilien), verdeeld over 50 treinen per weekdag. De lijn telt 24 stations.
De lijn wordt bereden door de treinstellentypes Z 5600, Z 8800 en Z 20500.

#### Transilien U

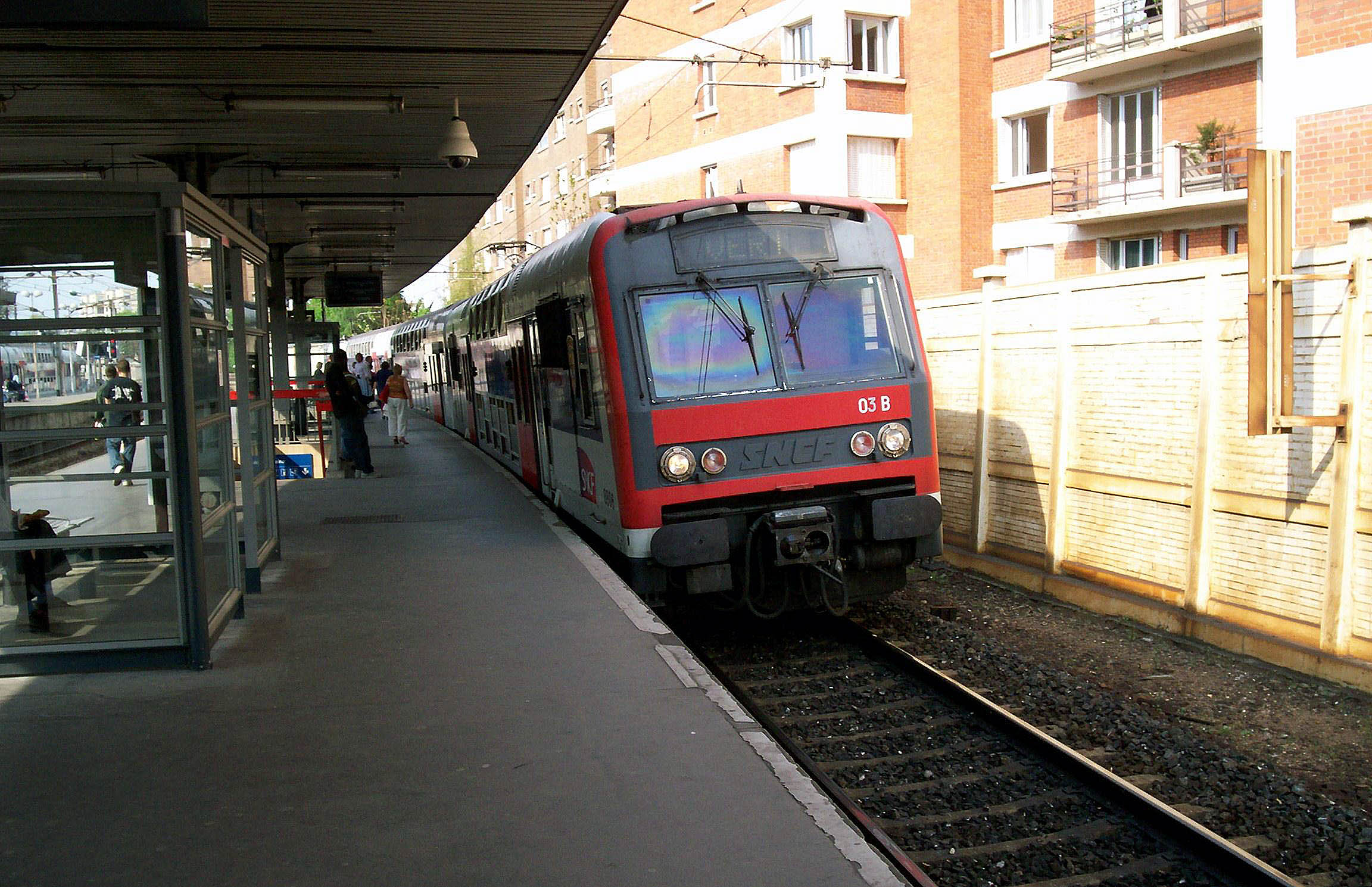
Een treinstel Z 8800 te Saint-Cloud.

Transilienlijn U verbindt de zakenwijk La Défense met Saint-Quentin-en-Yvelines. De lijn verbindt station La Défense met La Verrière.
De lijn vervoert gemiddeld 50.000 reizigers per weekdag (2% van het aantal dagelijks reizigers van Transilien), verdeeld over 89 treinen per weekdag. De lijn telt 10 stations.
De lijn wordt bereden door treinstellentype Z 8800.

#### Tramlijn 4

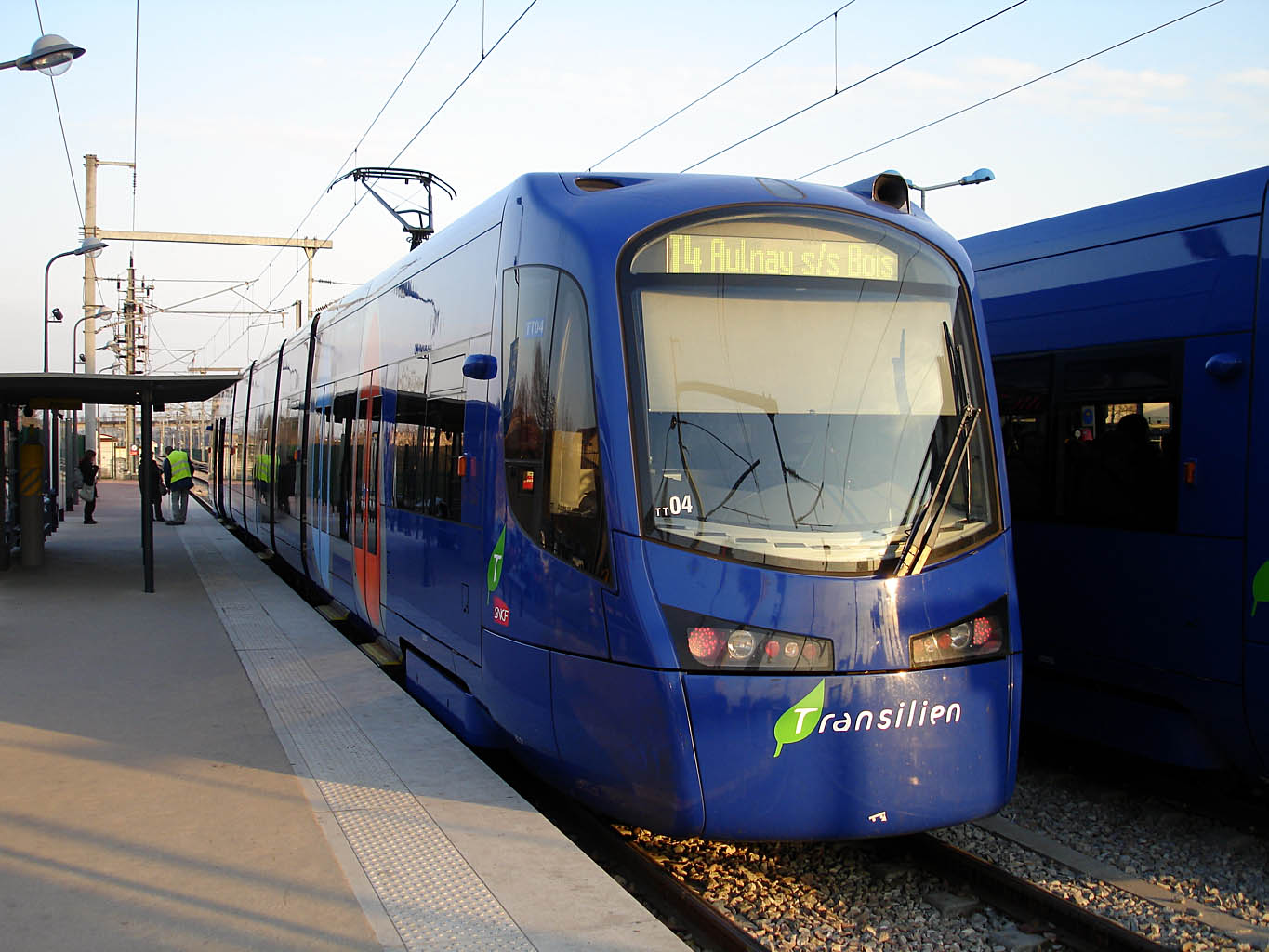
Een Avantotram, te Bondy.

Tramlijn 4 verbindt de RER-stations Bondy en Aulnay-sous-Bois met elkaar, over de oude Ligne des Cocquetiers.
De lijn vervoert gemiddeld 29.000 reizigers per weekdag (1,2% van het aantal dagelijks reizigers van Transilien), verdeeld over 177 trams per dag. De tramlijn telt 11 haltes.
De lijn wordt bereden door 15 trams van het type Avanto.

### Materieel

#### Geschiedenis
Het materieel dat wordt gebruikt bij Transilien, is afkomstig van een lange geschiedenis van voorstadstreinen.
Op 1 januari 1991 was voor de Parijse voorstadstreinen een materieelpark van 3430 rijtuigen beschikbaar, bestaande uit onder andere 400 RIB-rijtuigen en 589 VB 2N-rijtuigen. Alle rijtuigen samen hadden een gemiddelde leeftijd van 13,8 jaar. De massale levering van de dubbeldekstreinstellen Z 20500 verjongde het park aanzienlijk en zorgde ervoor dat de treinstellentype Z 5100, alsmede de eerste RIB-treinstammen buiten dienst konden. Voor de opening van de RER E in 1999 werden drieënvijftig treinstellentype Z 22500 besteld, die optisch gelijk waren aan de MI 2N Altéo-treinstellen van de RATP voor de RER A. De levering van vierenvijftig treinstellen Z 20900 zorgde ervoor dat de treinstellentype Z 5300 van de RER C verdreven konden worden en dat de eerste treinstellen van het type Z 6100 buiten dienst konden. Tussen 2004 en 2009 werden verschillende treintypes gemoderniseerd, maar er werden geen nieuwe treinstellen besteld.
Op 16 januari 2002 werd tijdens een ceremonie op het station Paris-Est een nieuwe huisstijl gepresenteerd. Het ontwerp wordt gebruikt voor het herstel en verjonging van het park is ontwerpen door twee externe bureaus op basis van contracten gegund in oktober 2000. Alle rijtuigen hebben een nieuw uiterlijk, met blauw en grijs als hoofdkleur, aangevuld met verschillende kleuren panelen bij deuren om het interieur binnen te benadrukken. Alles rijtuigen werden behandeld met een antigraffiticoating om de gevolgen van vandalisme en graffiti te beperken. De treinen zijn uitgerust met een nieuw ergonomisch design van de stoelen met individuele stoelen in plaats van de traditionele banken. Ze zijn bedekt met vandalismebestendige stof met een blauwe, gele en rode kleur. De plaatsing van de stoelen in de rijtuigen is aangepast om de verdeling van de passagiers in de treinen te verbeteren.

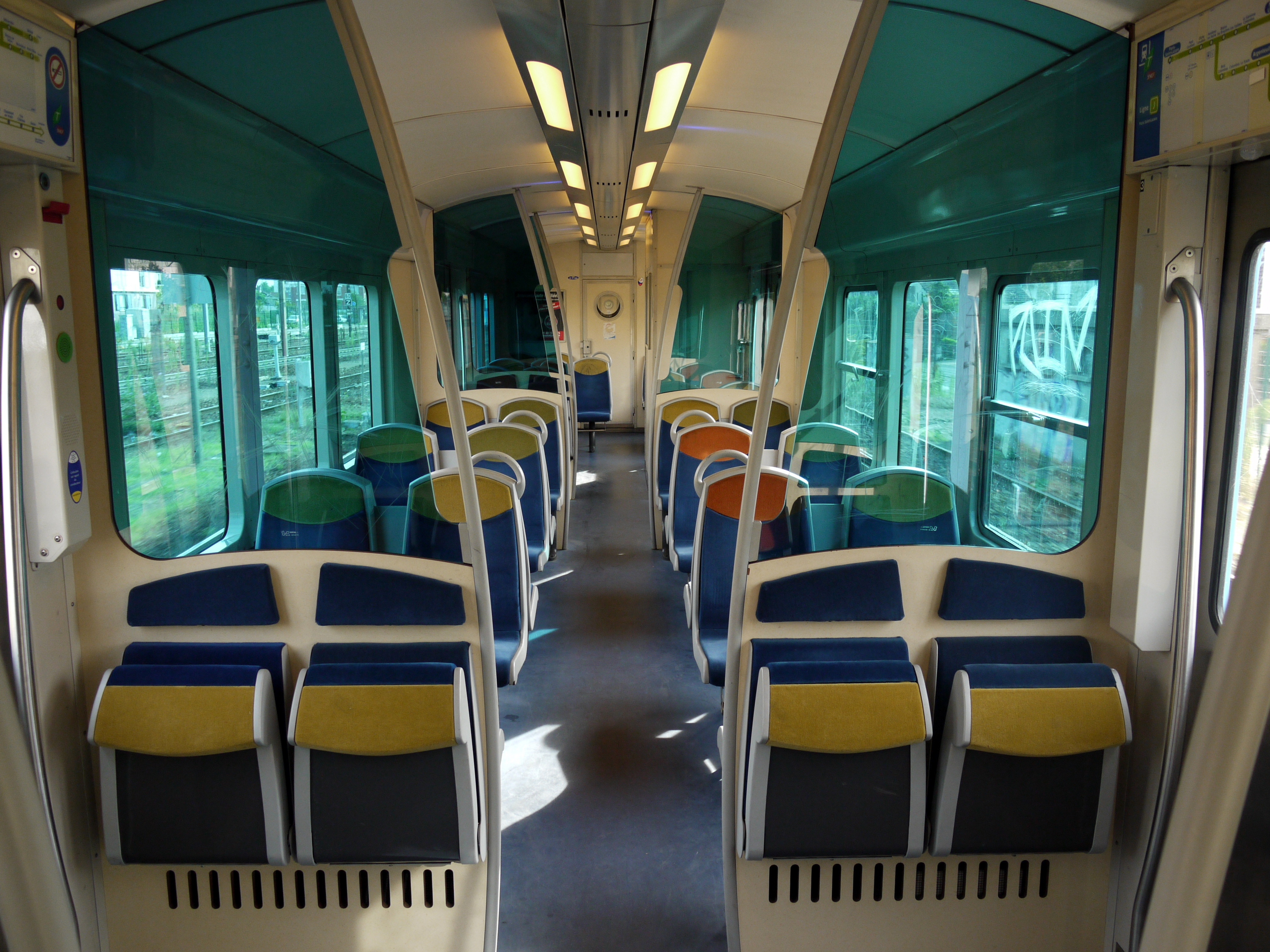
Binnen in een gerenoveerd RIB-rijtuig
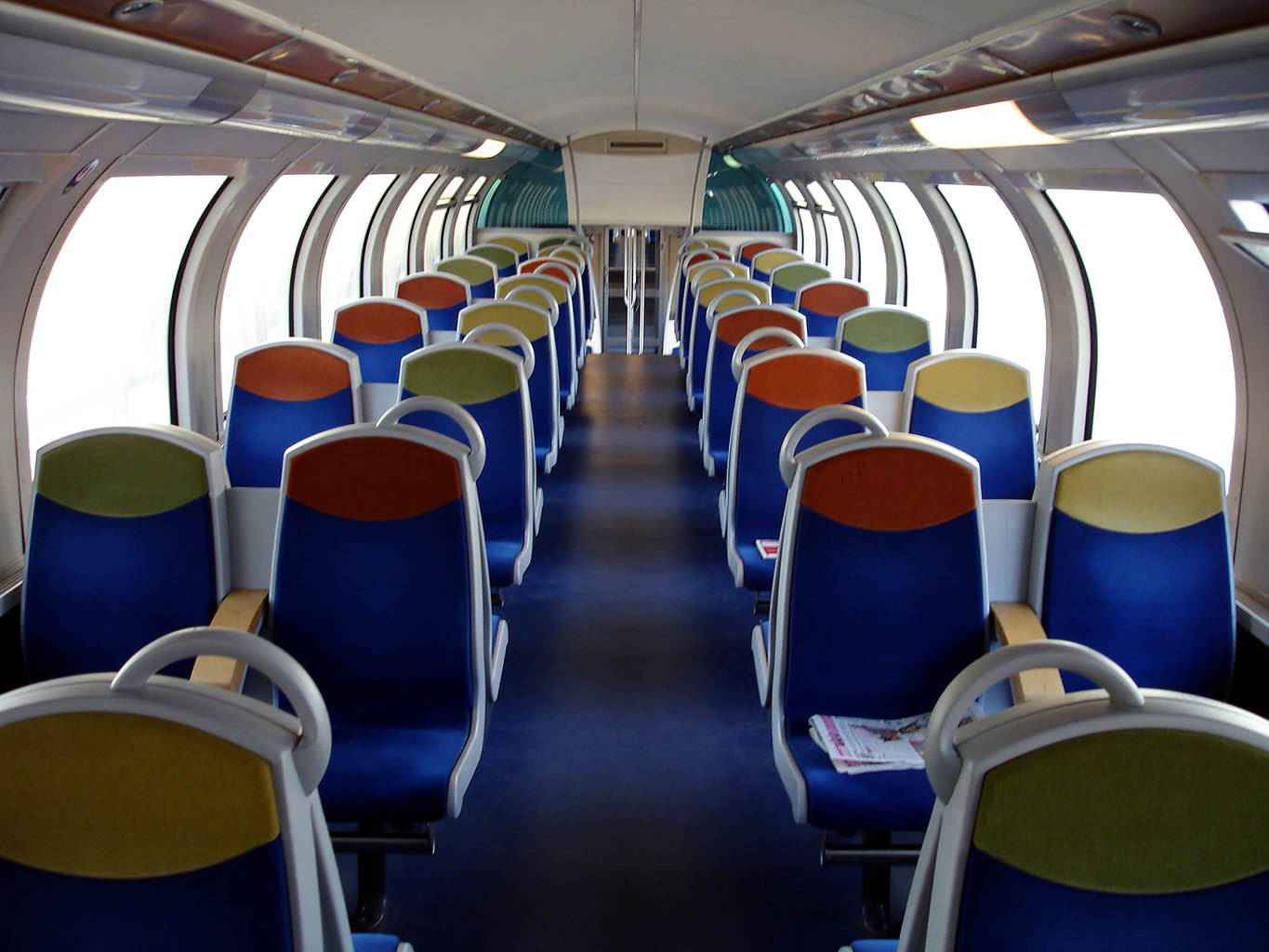
De bovenzaal van gerenoveerd VB 2N-rijtuig
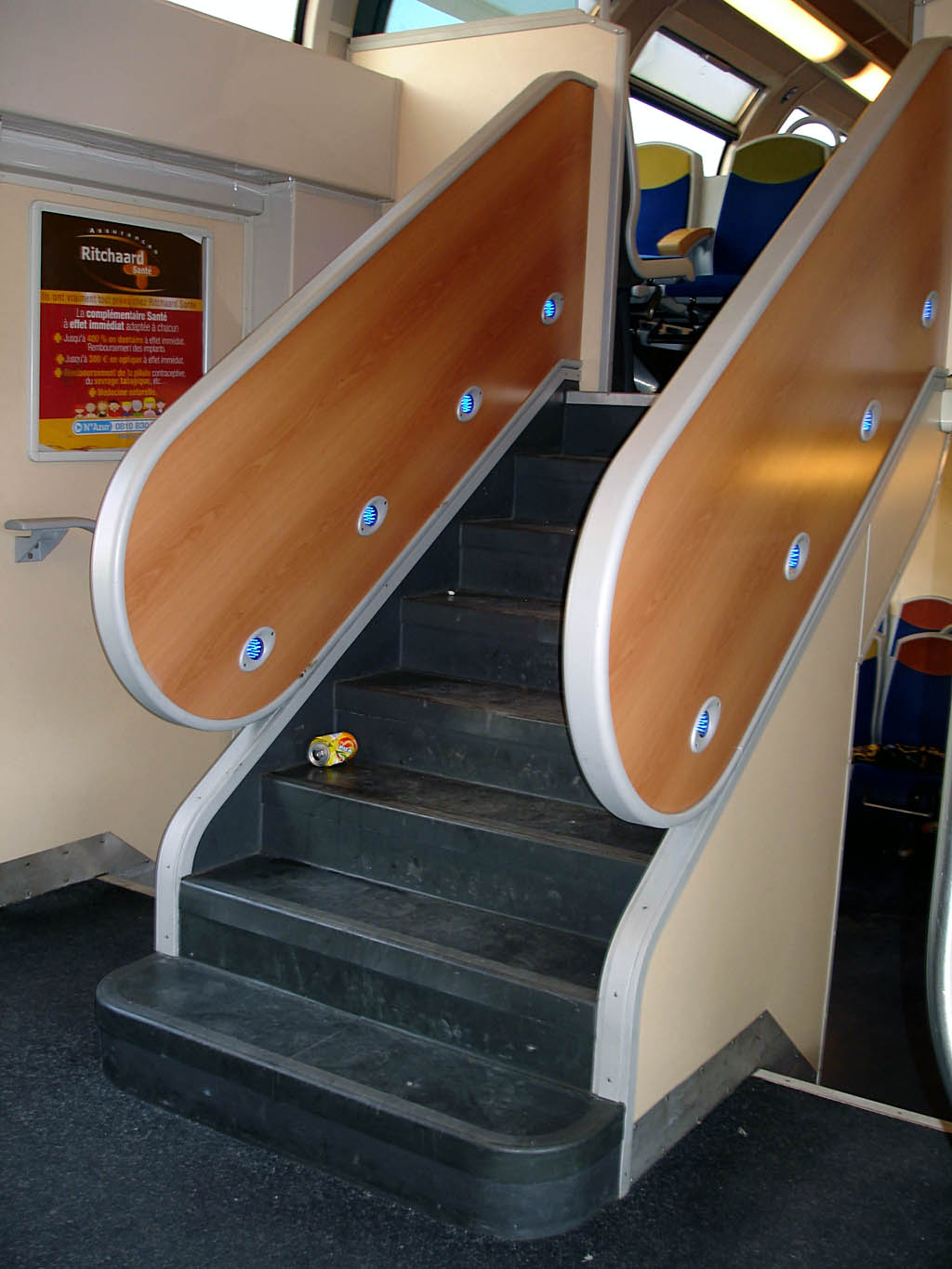
Trap in een gerenoveerd VB 2N-rijtuig
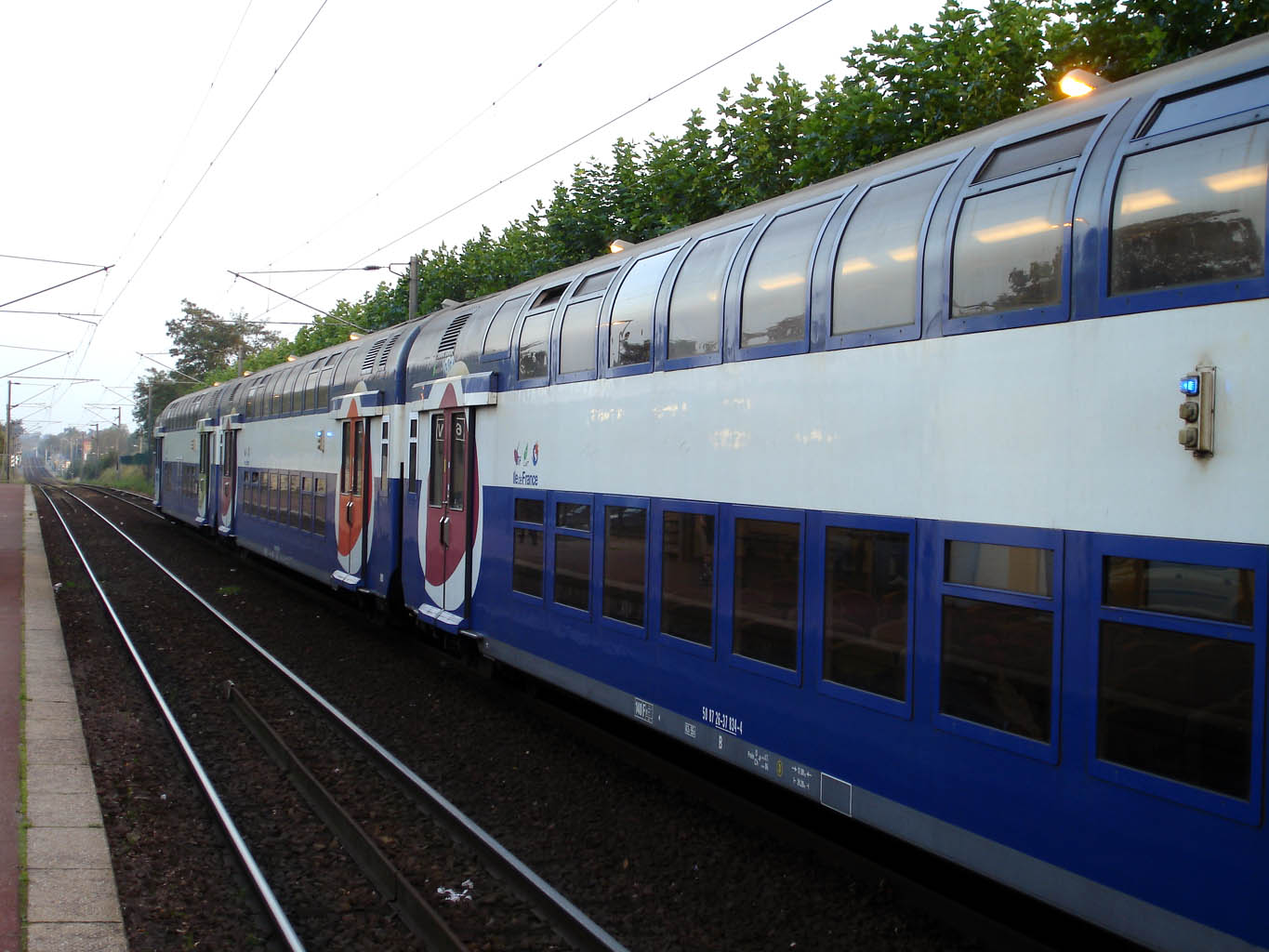
De nieuwe huisstijl op een treinstam bestaande uit gerenoveerde VB 2N-rijtuigen

#### De huidige vloot
Momenteel bestaat het rollend materieel van Transilien uit treinstellen en rijtuigen, enkel- en dubbeldeks en van verschillende leeftijden, uit 1965 tot 2012. In 2006 bestond het materieelpark uit:
- 665 rijuigen van elektrische treinstellen, waarvan 411 dubbeldeks (3 tot 6 rijtuigen per trein);
- 907 rijuigen van treinstammen, waarvan 537 dubbeldeks, geconfigureerd in treinstammen van 4 tot 7 rijtuigen;
- 147 elektrische locomotieven.

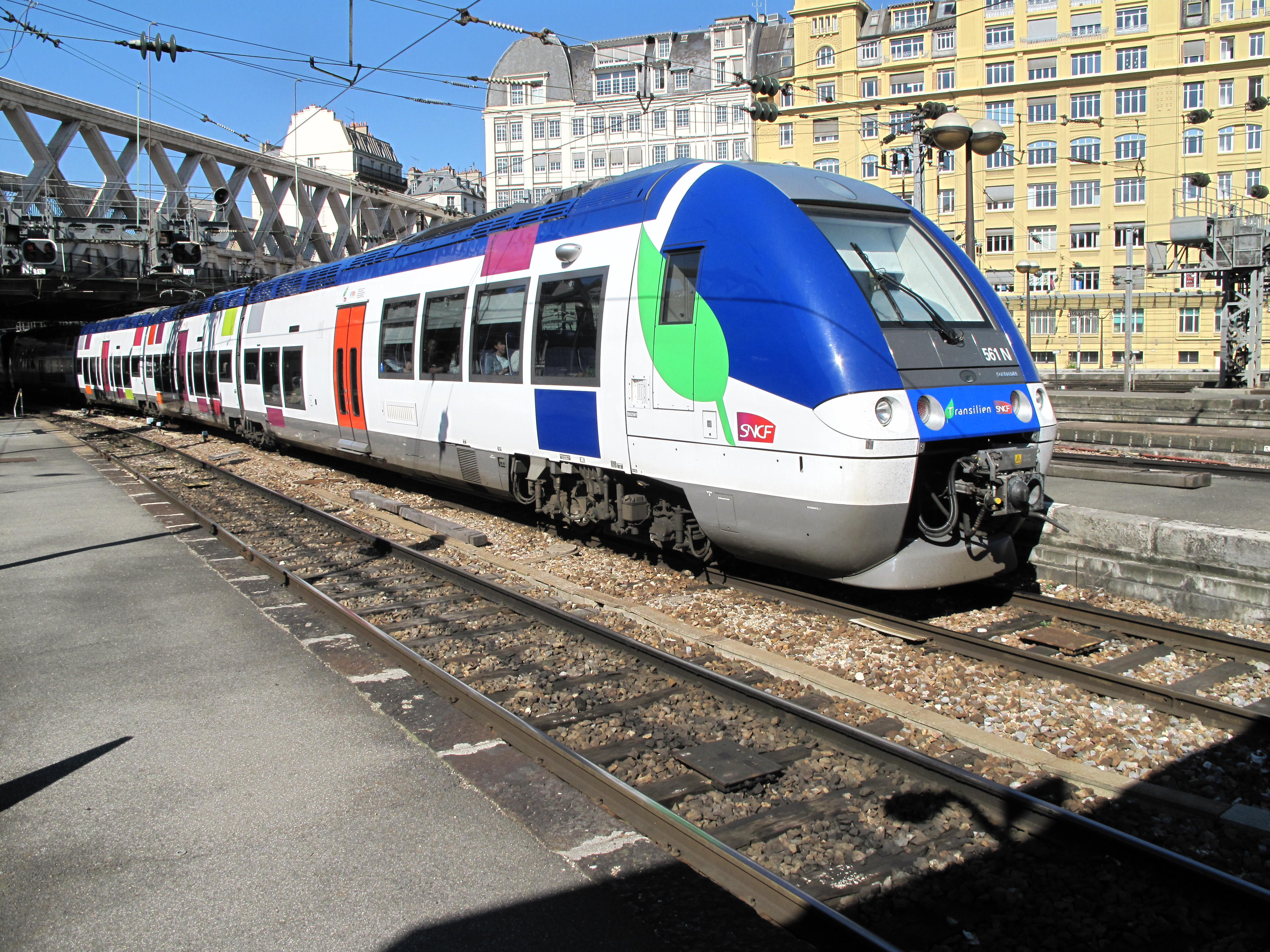
B 82500
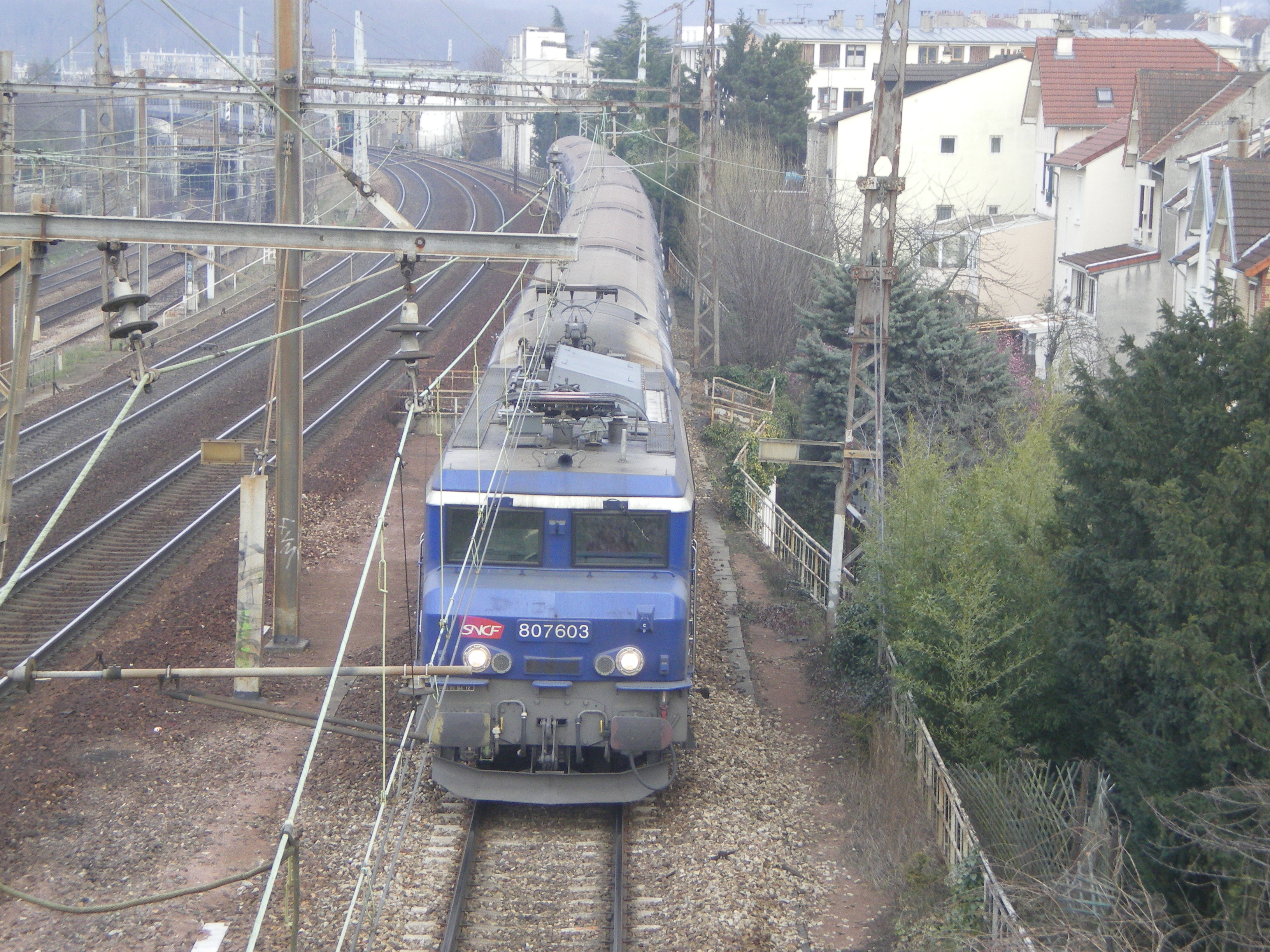
BB 7600
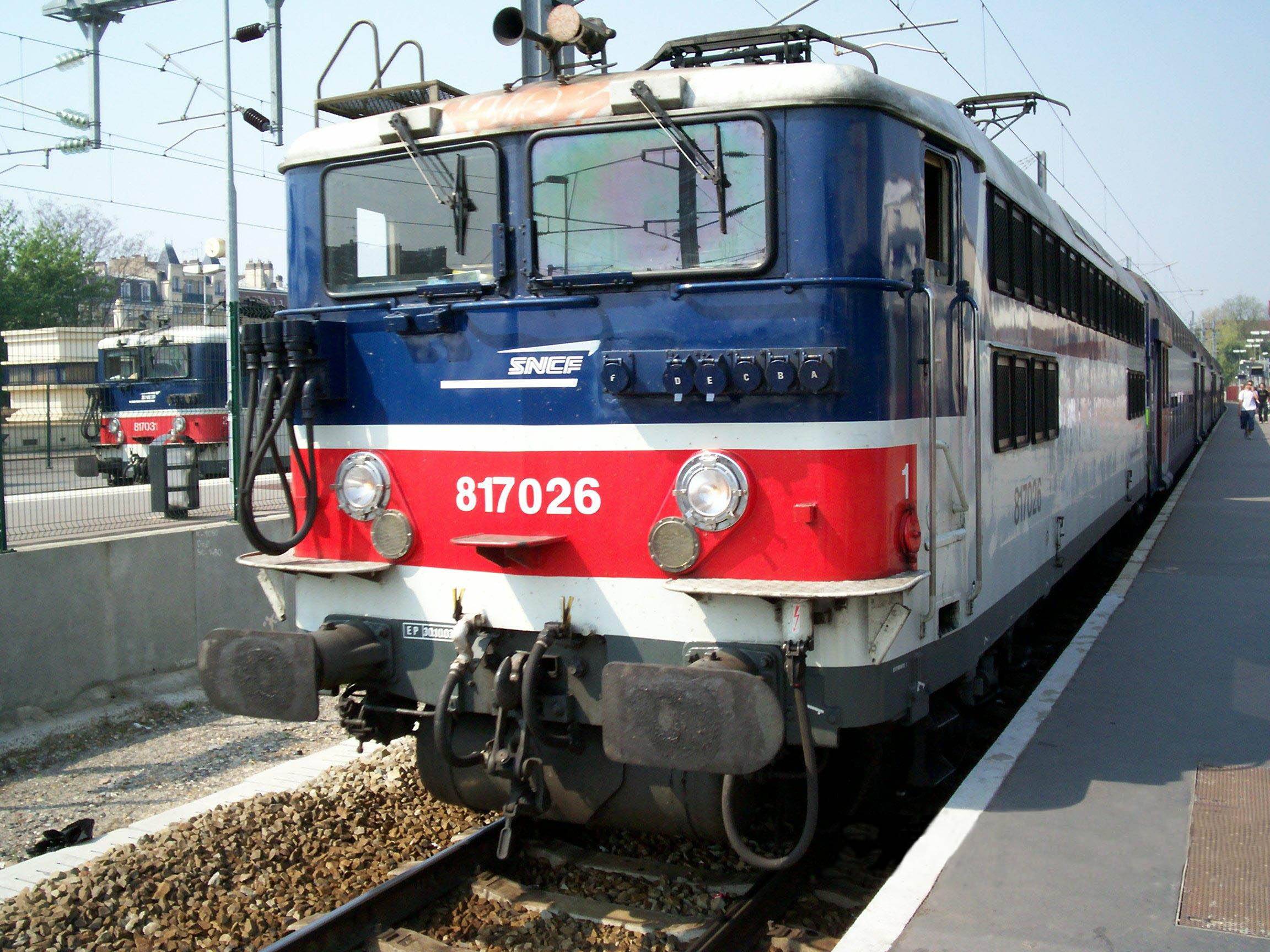
BB 17000
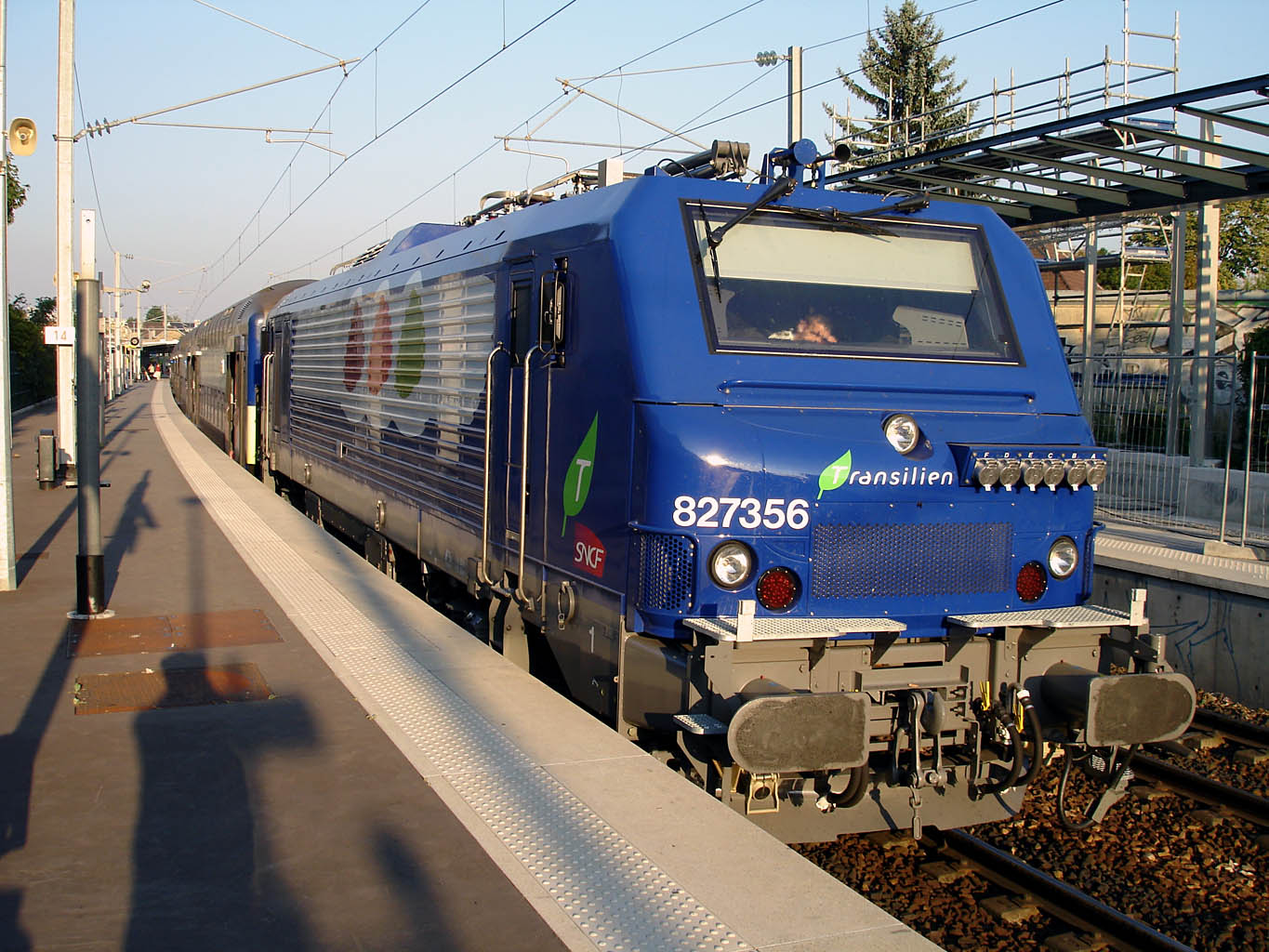
BB 27300
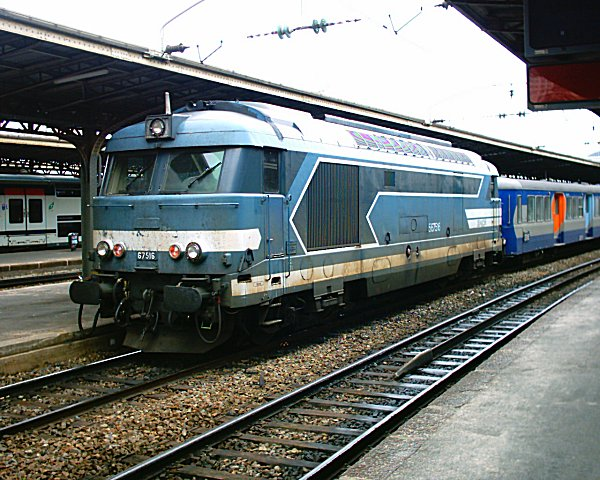
BB 67400
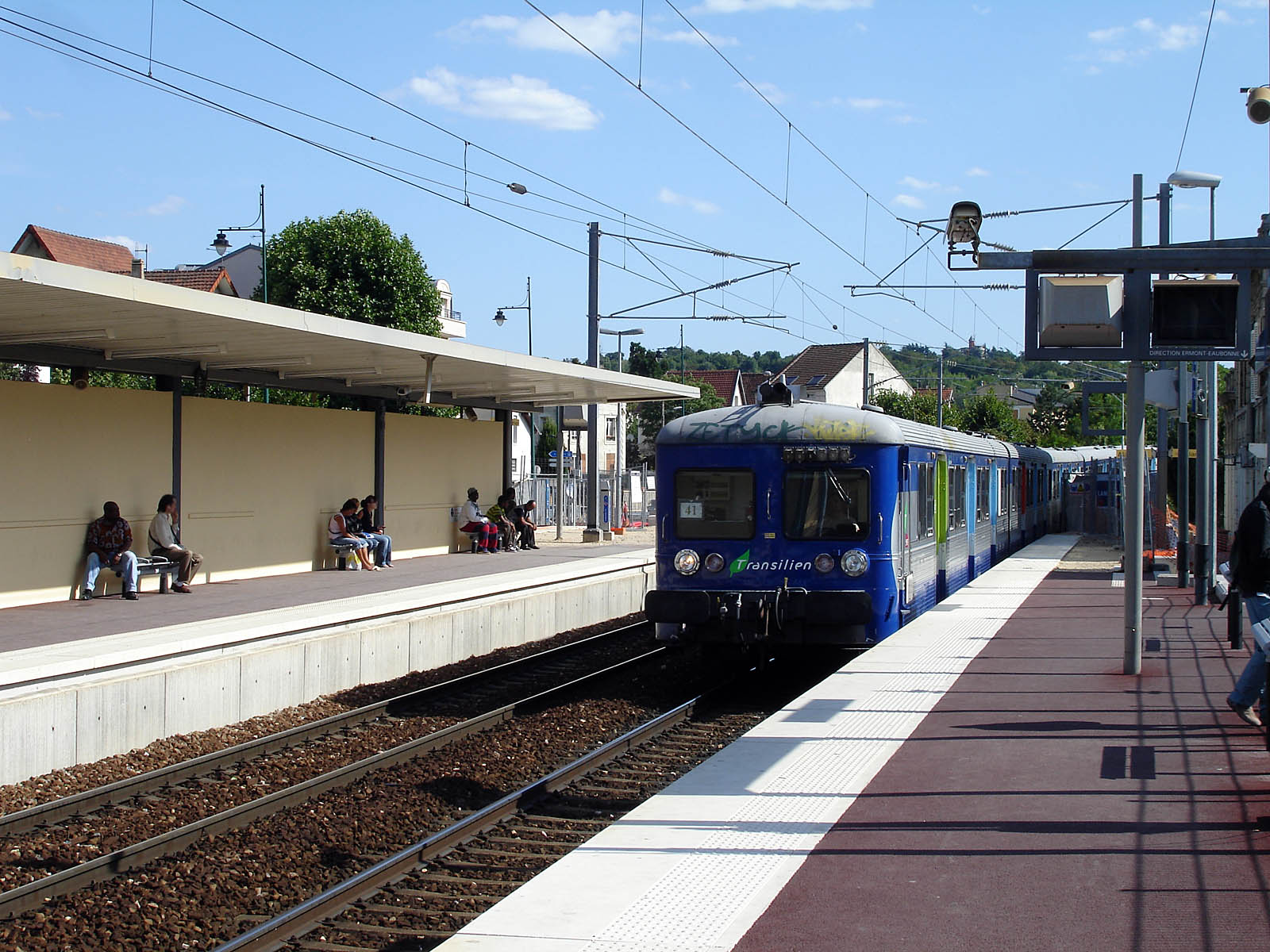
RIB
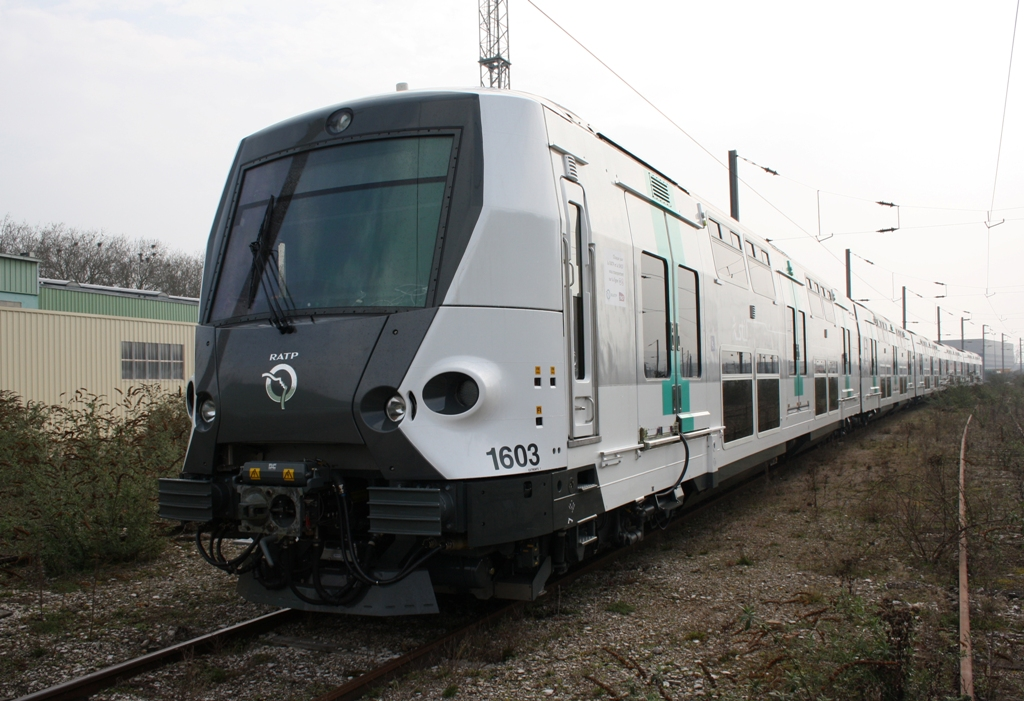
MI 09
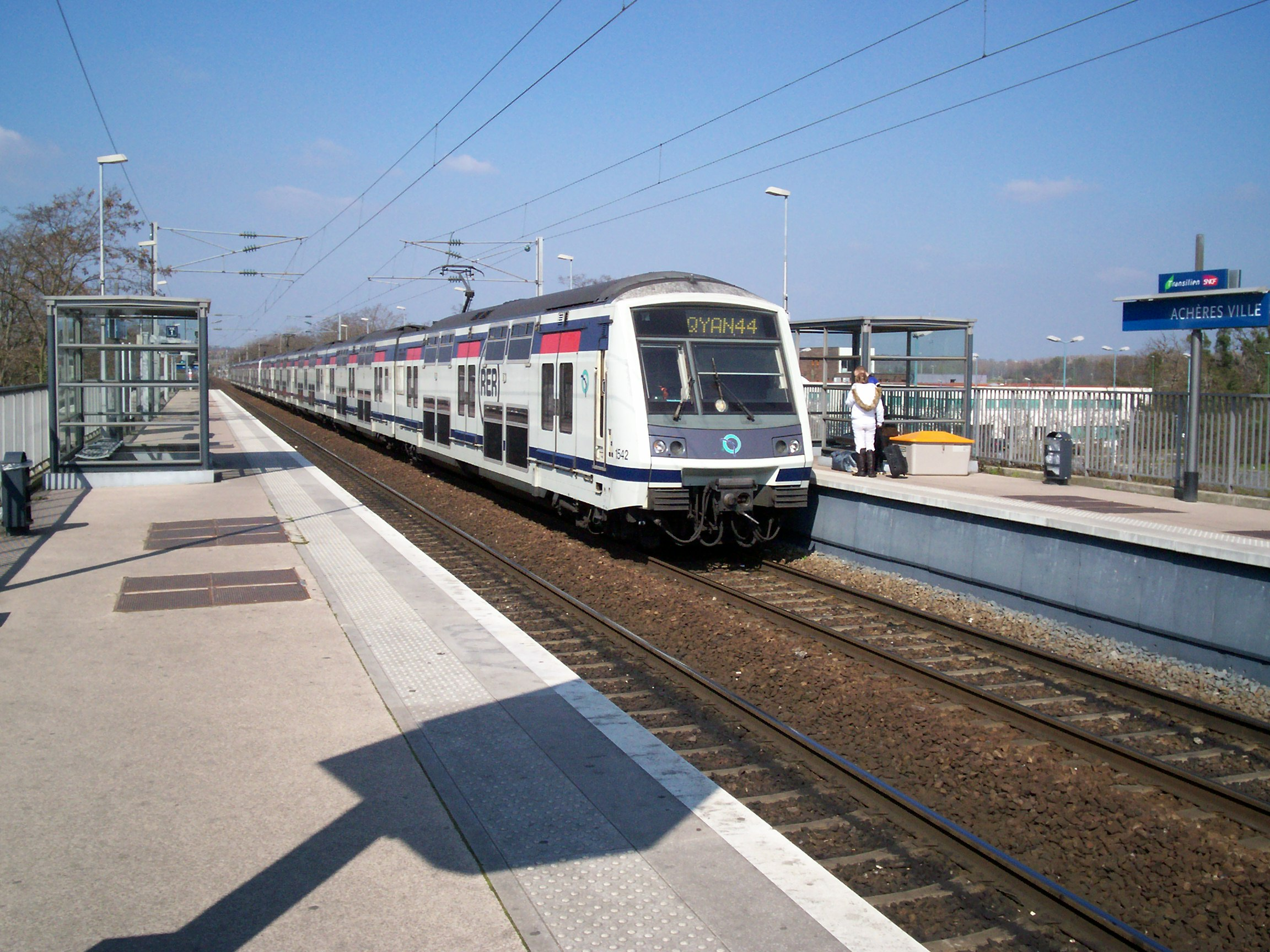
MI 2N
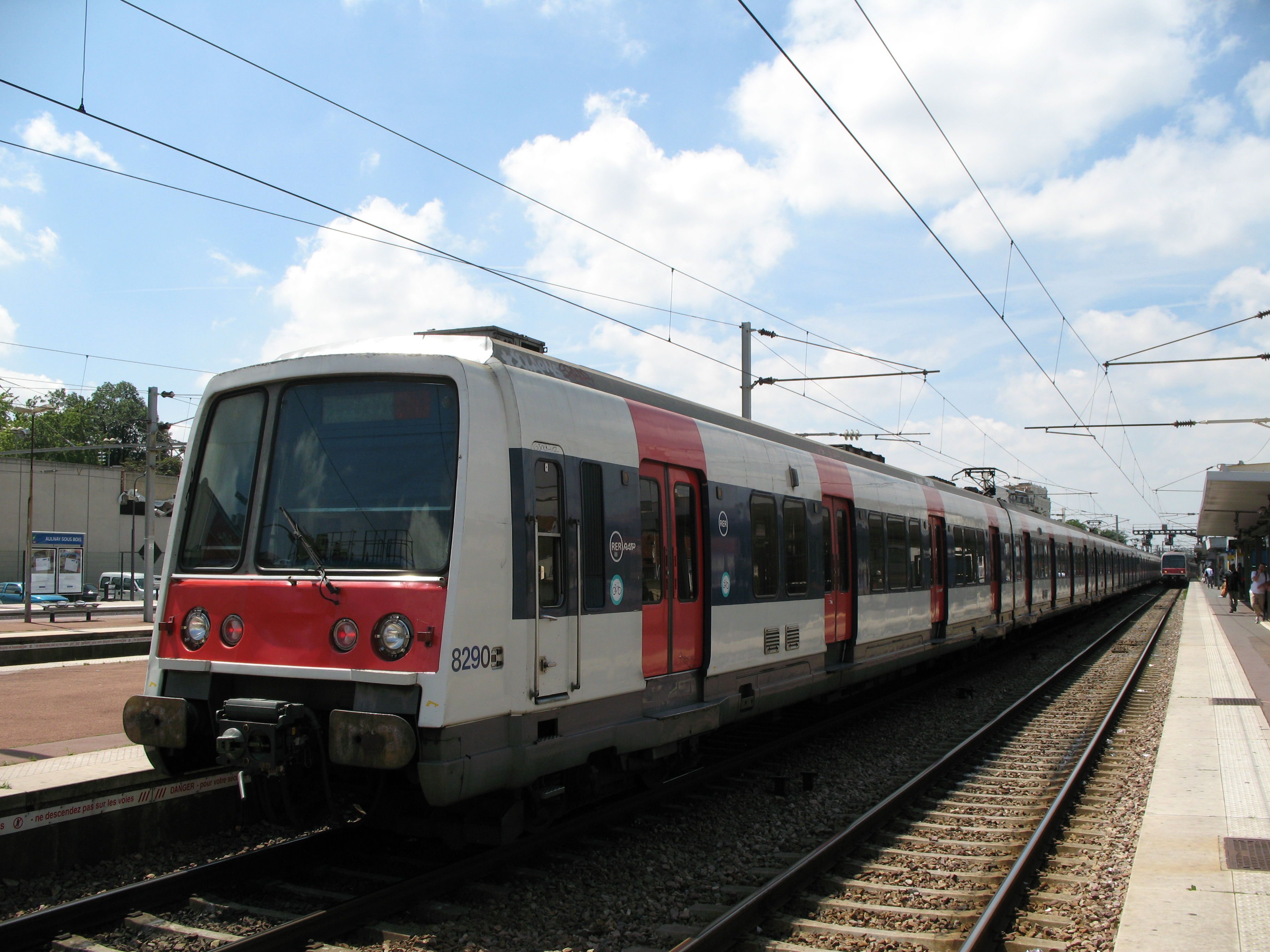
MI 79
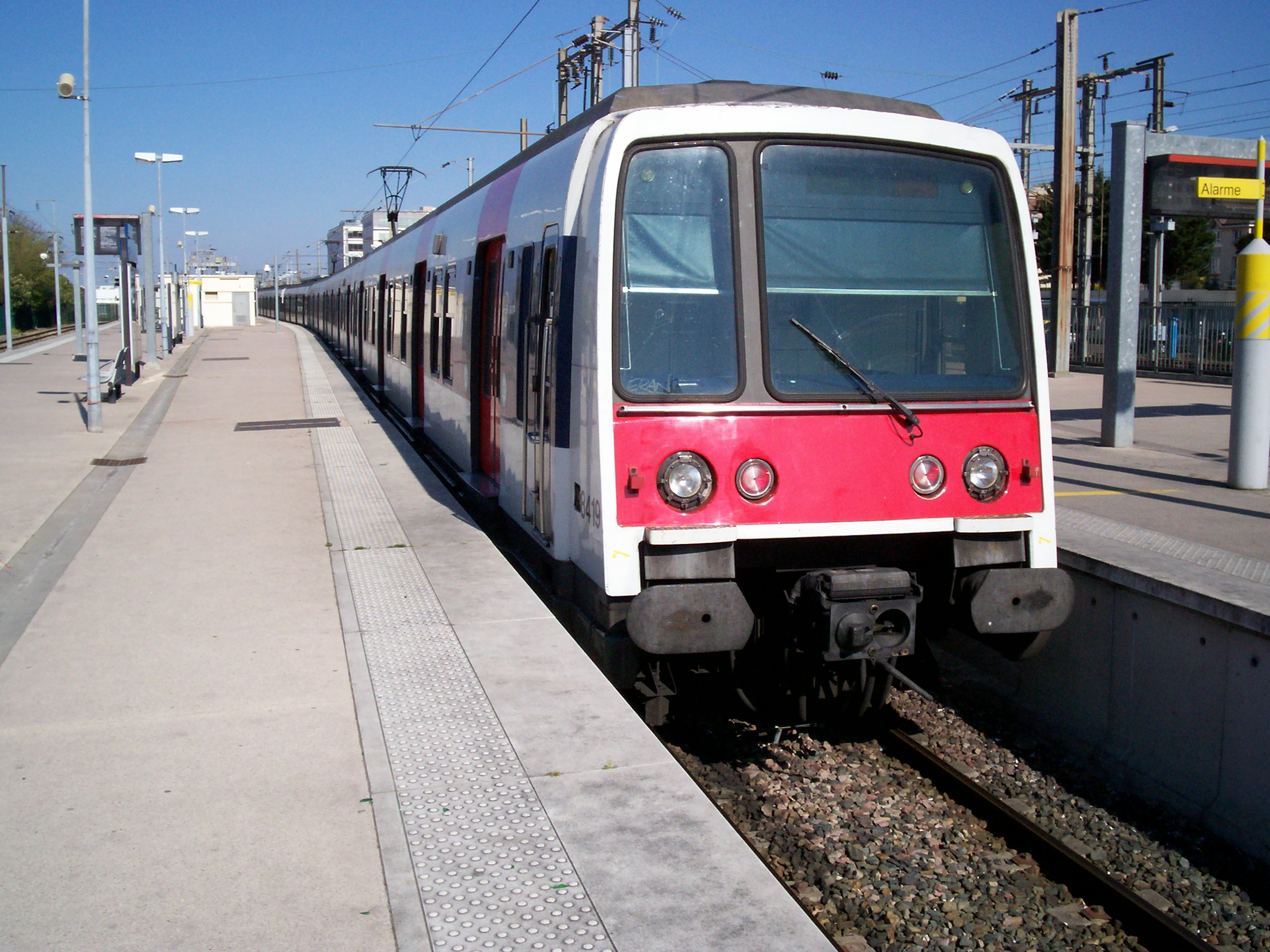
MI 84
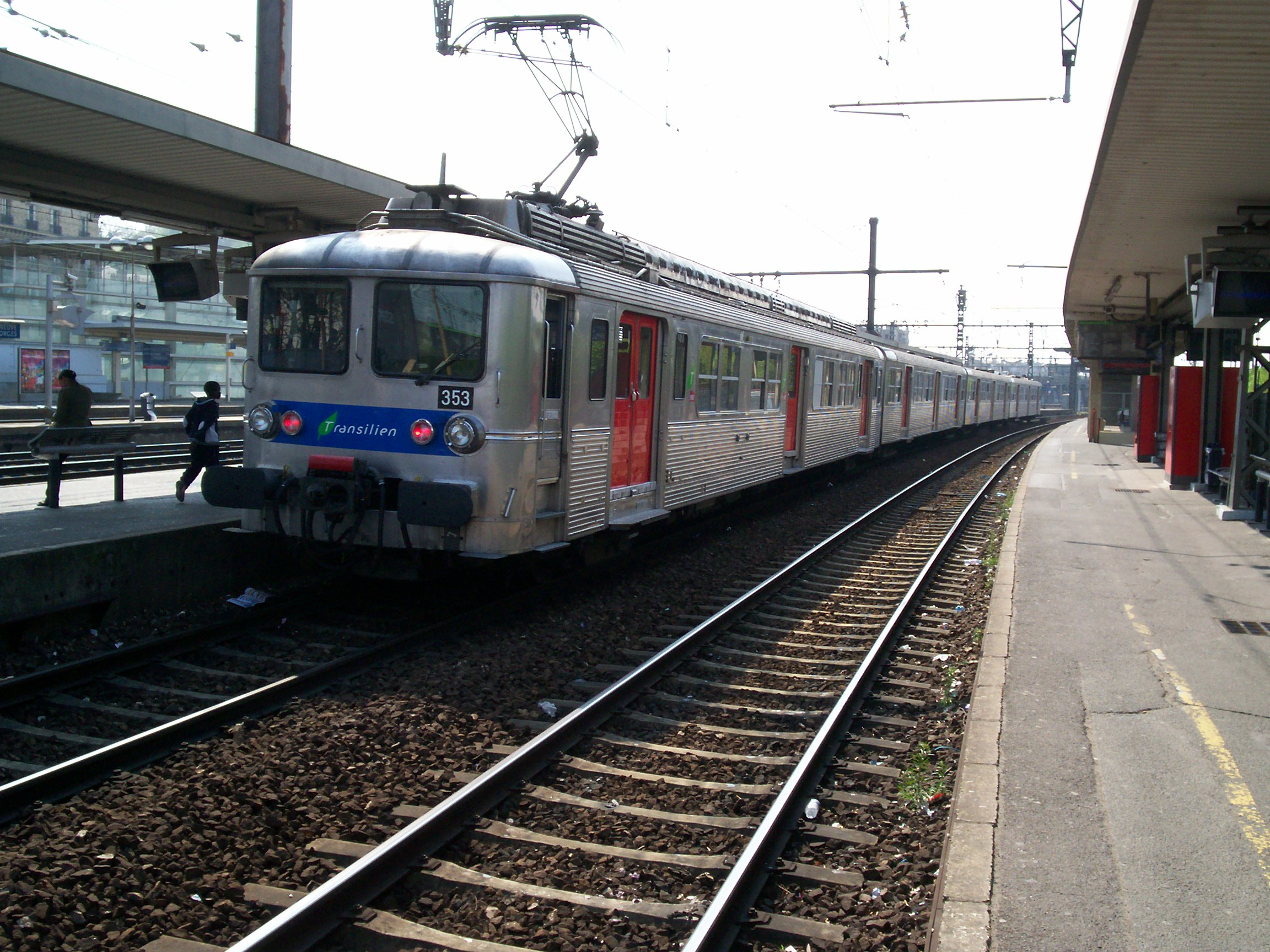
Z 5300
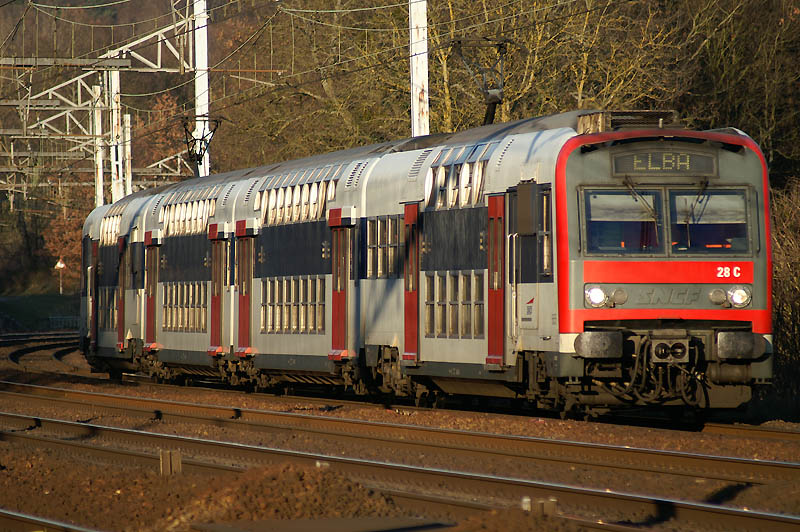
Z 5600
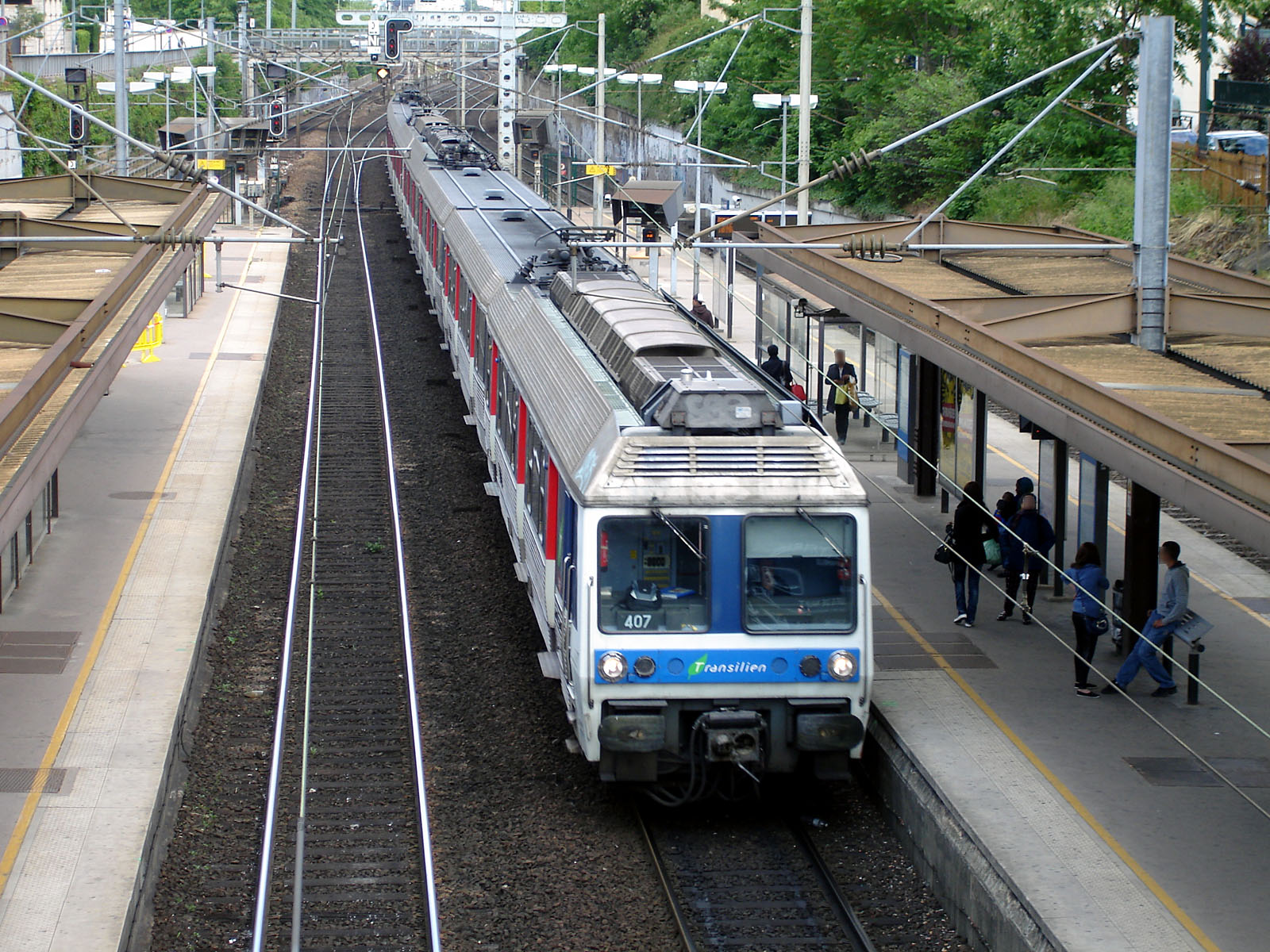
Z 6400
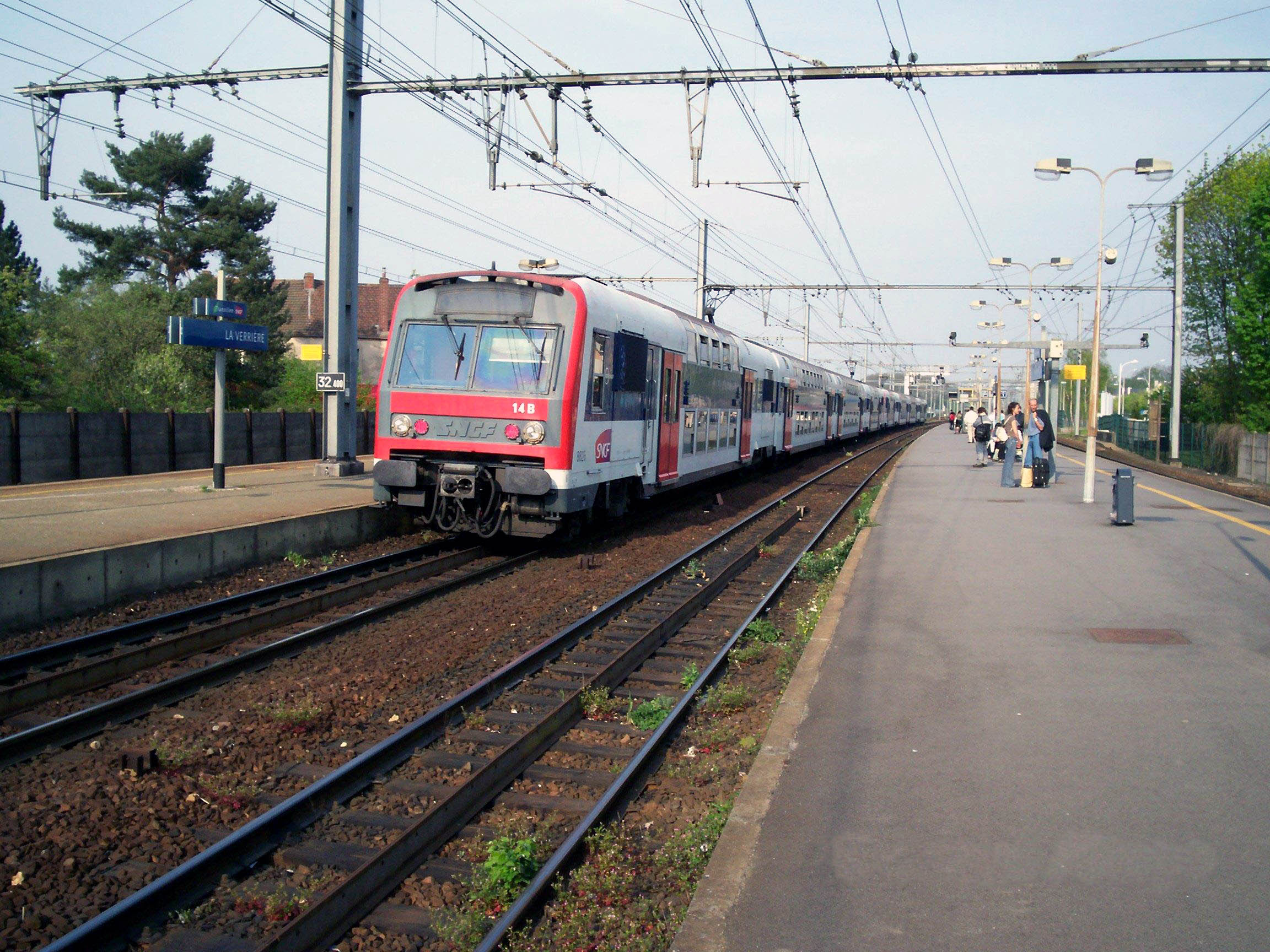
Z 8800
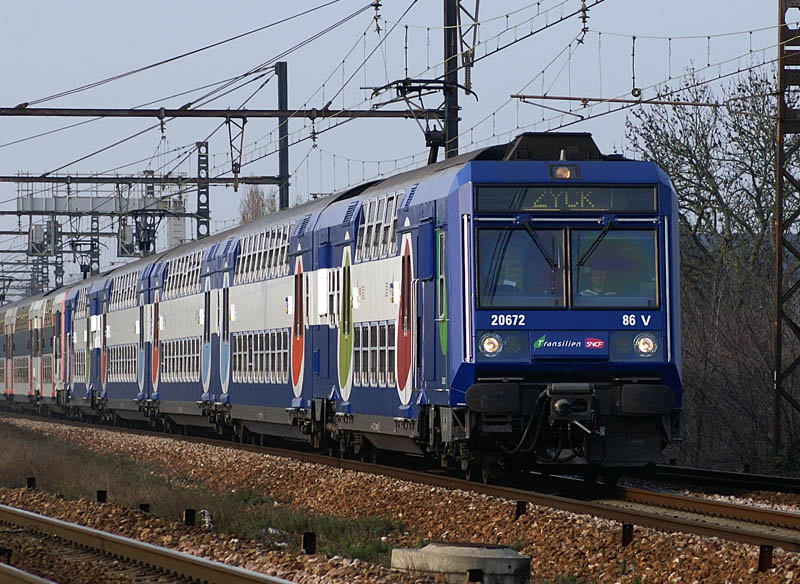
Z 20500
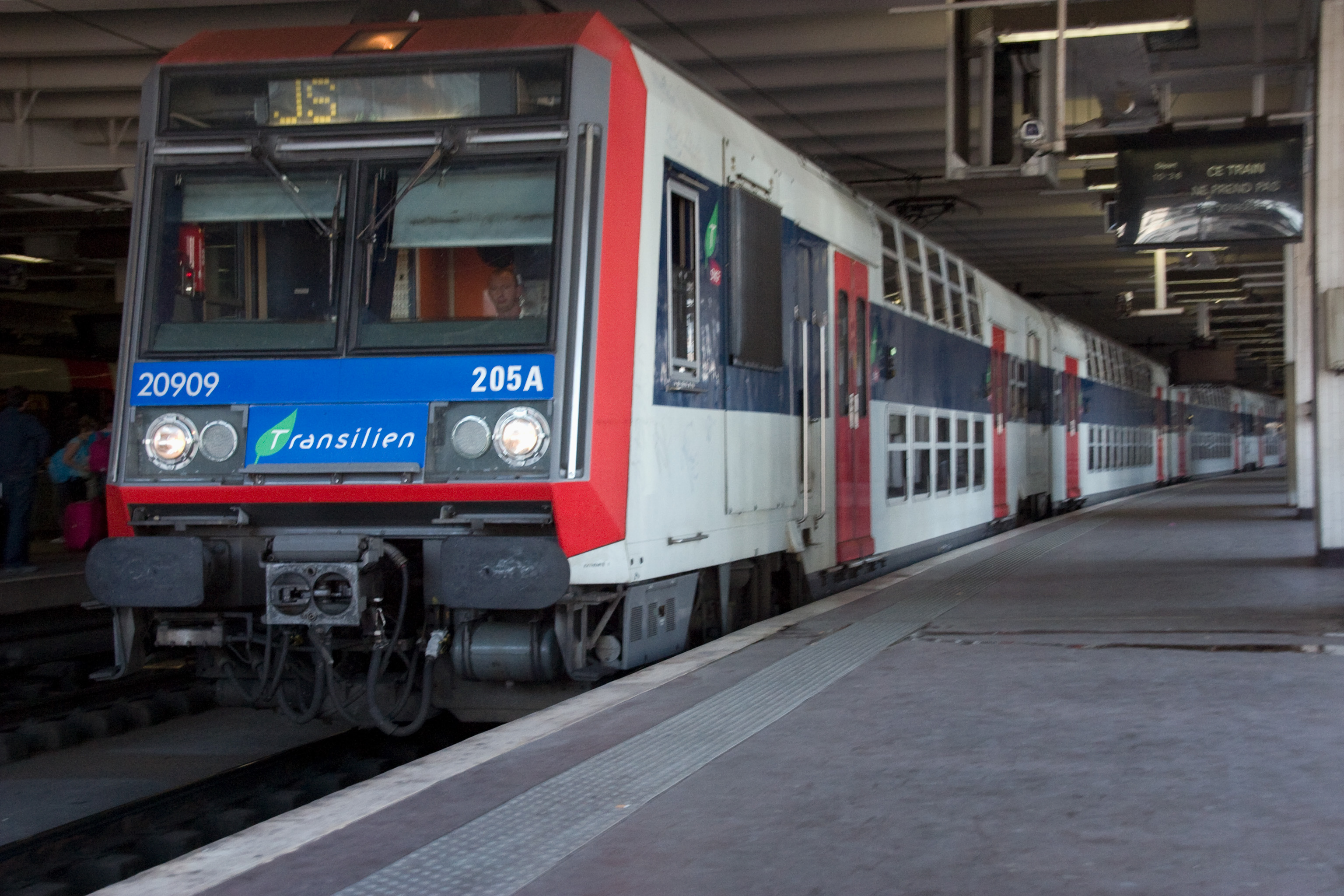
Z 20900
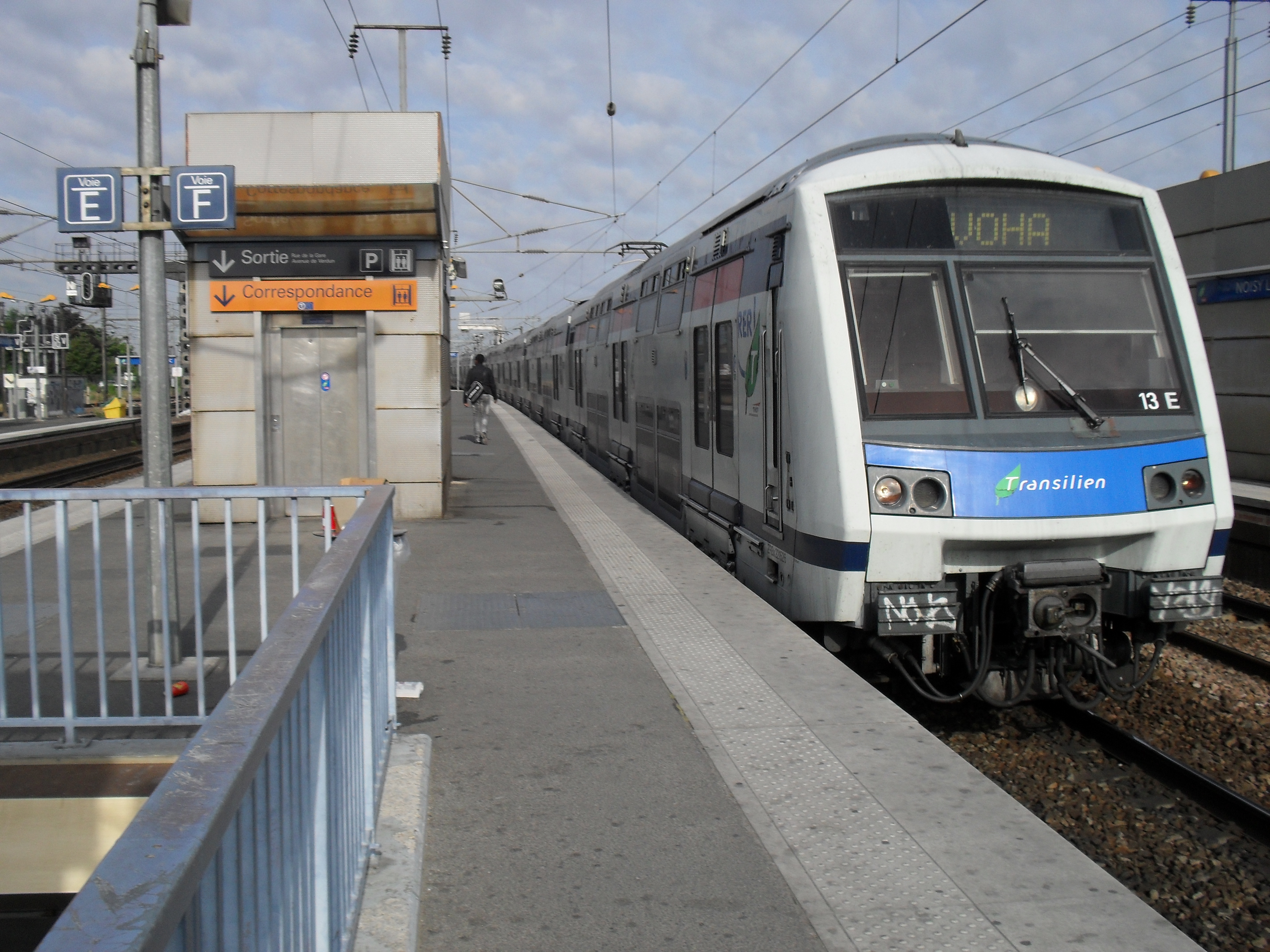
Z 22500
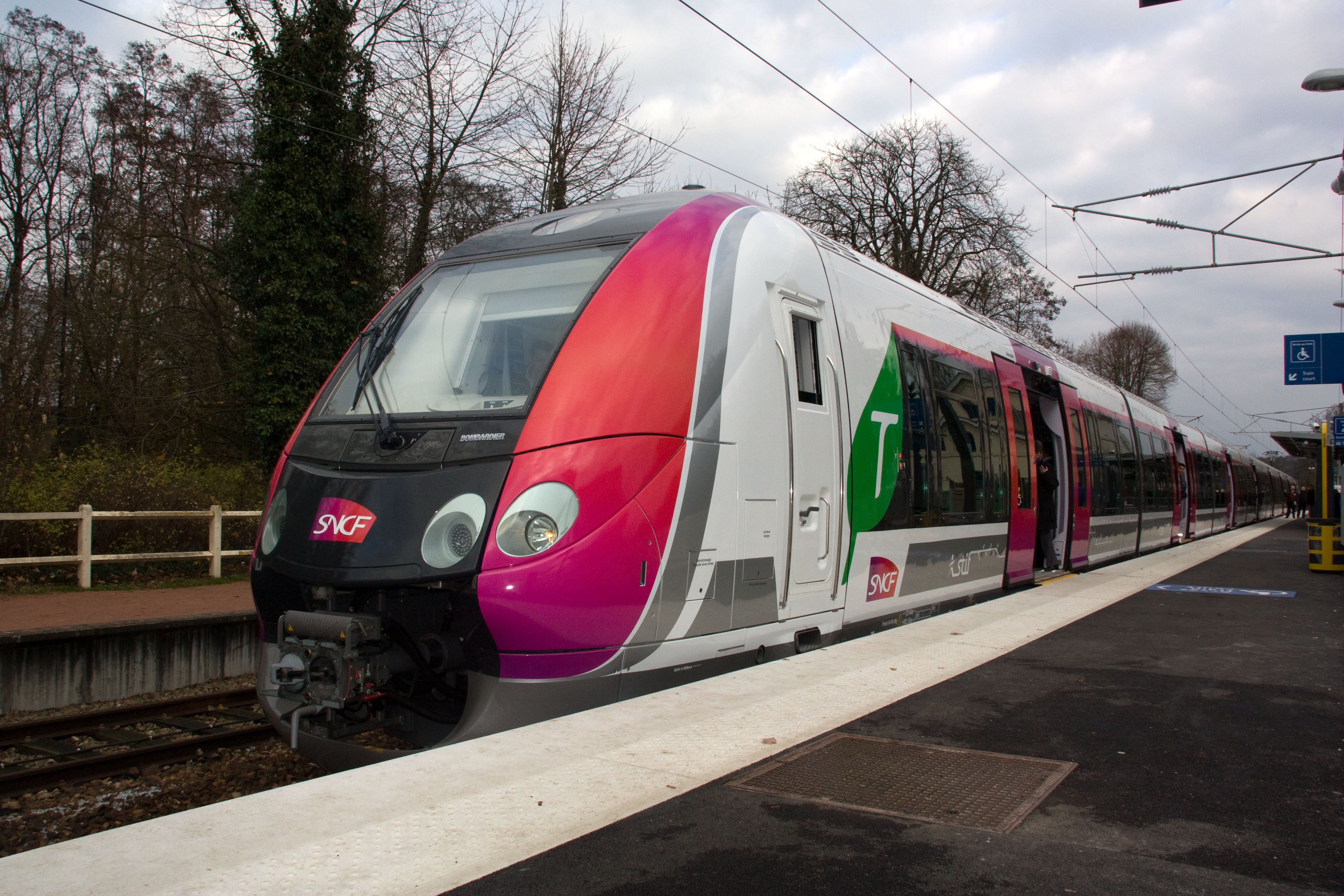
Z 50000
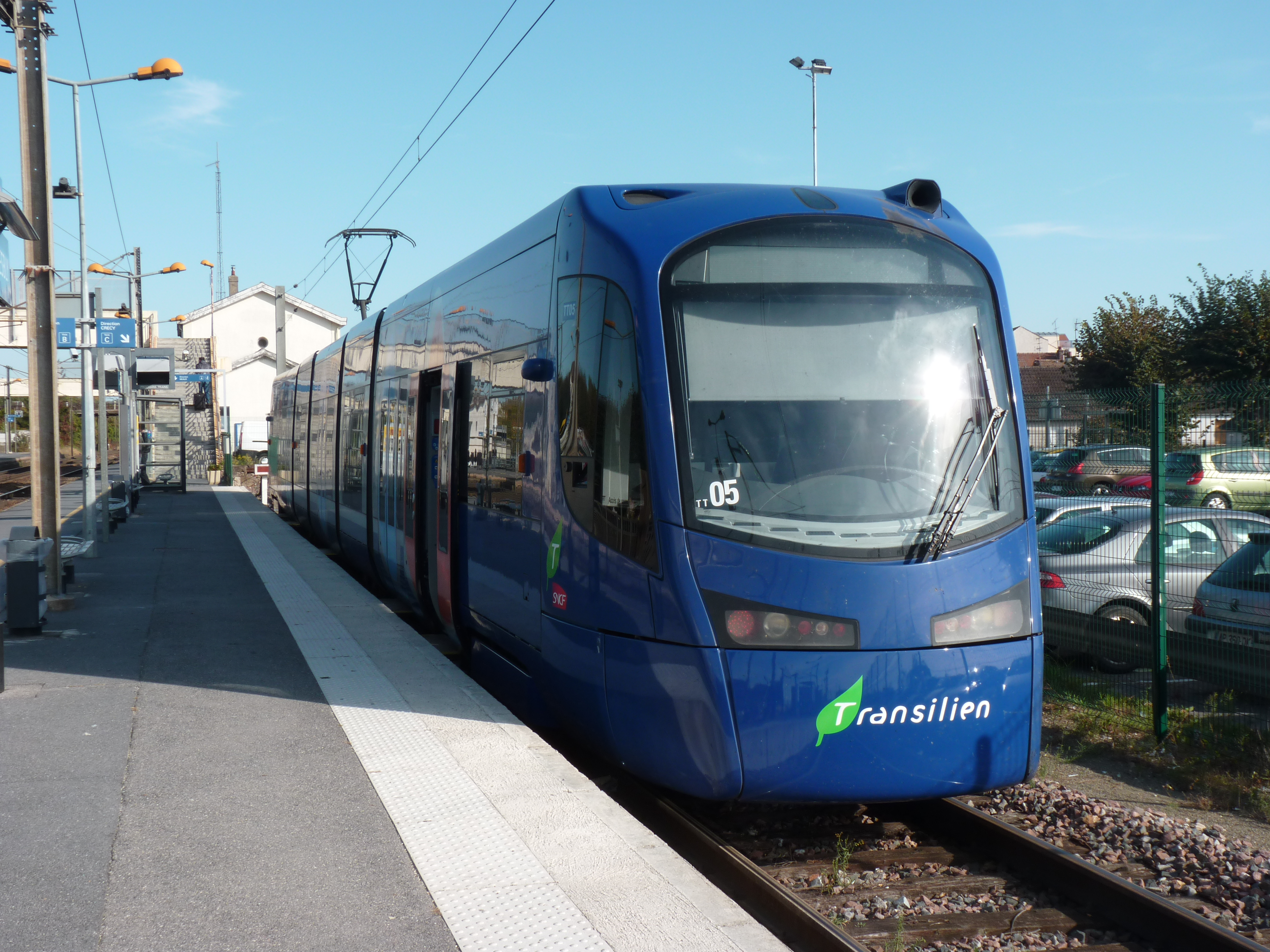
U 25500
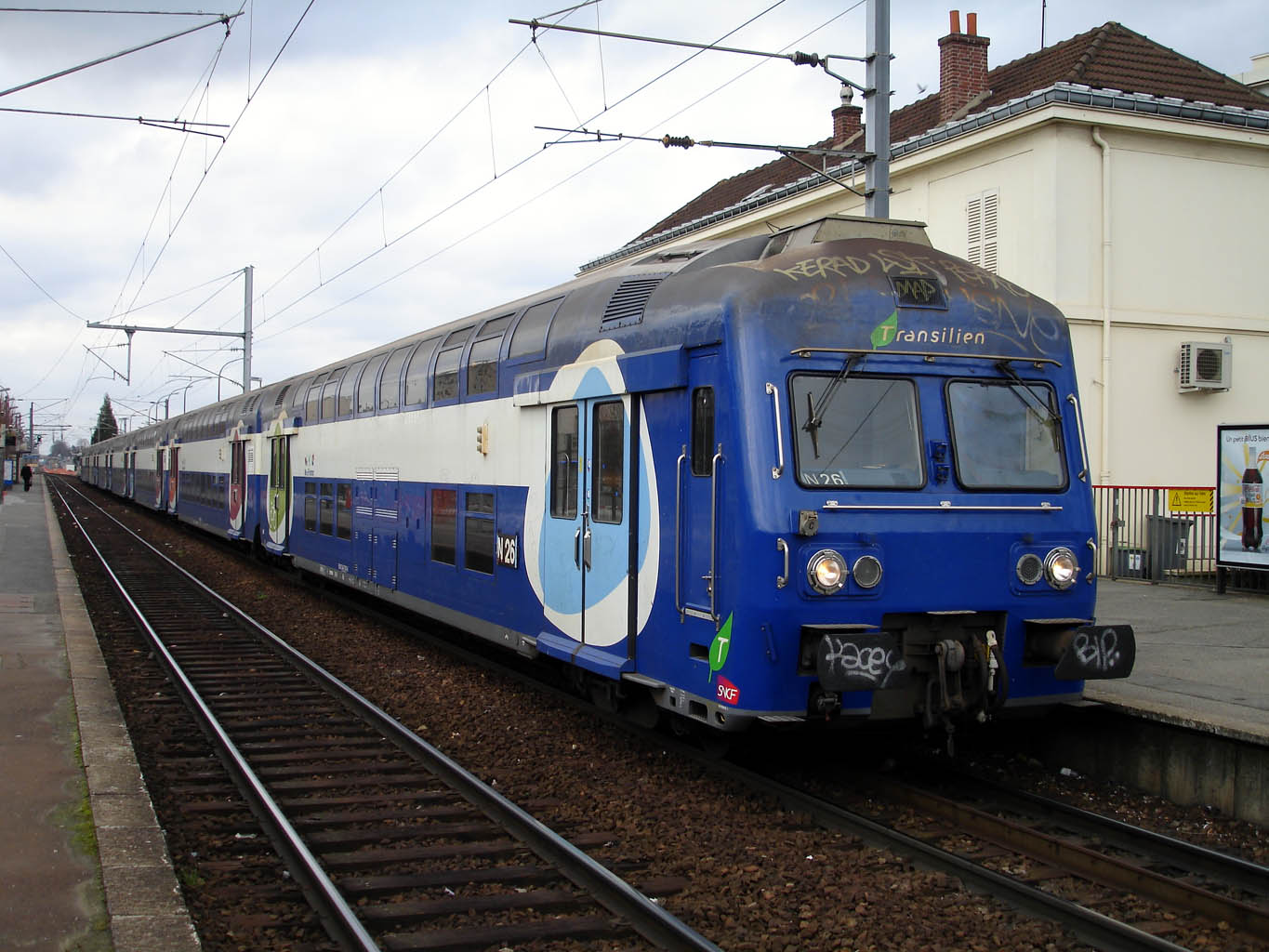
VB 2N

## Reisvoorwaarden
Voor de Transilientreinen verschillende kaarten te koop:
Het billet Île-de-France of billet RER kan op elk treinstation in Île-de-France worden gekocht, en biedt de mogelijkheid om te reizen naar elk RER- of Transilienstation, mits dit station zich in Île-de-France bevindt. Vanwege de subsidie van de regio Île-de-France zijn deze kaarten strikt beperkt tot de regio. Er zijn echter Transilien- en RER-lijnen die verdergaan dan de regiogrens. Voor het traject buiten de regio moet dan een aanvullend vervoersbewijs worden aangeschaft. Het billet Île-de-France wordt als los kaartje en als set van 10 stuks verkocht. Een set van 10 stuks biedt een korting van 20% ten opzichte van de aanschaf van 10 losse kaarten.
Voor Transilien- en RER-trajecten binnen Parijs kan gebruik worden gemaakt van het Ticket t+.